# 伊賀市
伊賀市（いがし）は、三重県の北西部に位置する市である。

## 概要
京都・奈良や伊勢を結ぶ奈良街道・伊賀街道・初瀬街道が通り、古来より都（飛鳥、奈良、京都など）に隣接する地域として、また、交通の要衝として、江戸時代には藤堂家の城下町や伊勢神宮への参宮者の宿場町として栄えてきた。地理的・歴史的背景から京・大和文化の影響を強く受けながらも独自の文化を醸成している。特に旧上野市の中心部は歴史資産を早くから観光資源化することに成功したため、伊賀流忍者の里、松尾芭蕉生誕の地として知られるようになり、昭和初期に再築された上野城や、忍者屋敷、芭蕉翁生家、鍵屋の辻などの観光名所を有している。また、市街地は戦災による破壊を免れ、小京都の1つに数えられ、町家と呼ばれる住居が多い。
伊賀市の主な特産品では、伊賀くみひもをはじめ、伊賀牛や伊賀酒、伊賀米など、多くの特産品がある。
近年は郊外の複数の温泉施設や、山野の中で農業体験やキャンプ等ができる伊賀の里モクモク手づくりファームも運営されている。大阪と名古屋の中間に位置し、市の中心部まで双方から自動車で約1時間30分と比較的近いため、大阪・名古屋方面からのアクセスは容易である。
江戸を発ち、東北から北陸を経て大垣までを巡った旅を記した紀行文『おくのほそ道』としても有名な俳諧師、松尾芭蕉も伊賀市で生まれ、29歳まで伊賀市を過ごした。伊賀市の中心市街地には松尾芭蕉を知れる、芭蕉翁記念館や、幼少のころを過ごした生家、芭蕉翁生家などがある。
北に隣接する滋賀県甲賀市とは、伊賀流と甲賀流に因み忍術対決が過去に行われていたことがある。負けた市は勝った市のPRポスターを1年間掲示するというもので、2007年3月の対決では伊賀市、2007年11月の対決では甲賀市が、いずれも市長による直接対決で勝利している。
「伊賀」の地名の歴史的由来に関しては諸説ある。
1. 険しい山を意味する「イカ」に由来するという説[1]
2. アガツヒメノミコト（吾娥津媛命）のアガの転音という説[1]
3. 地形をイガ（栗刺）に見立てたという説[1]

日本各地に残る「伊賀」の地名には忍者の伊賀者が居住していたことに起源をもつものもある。

## 地理

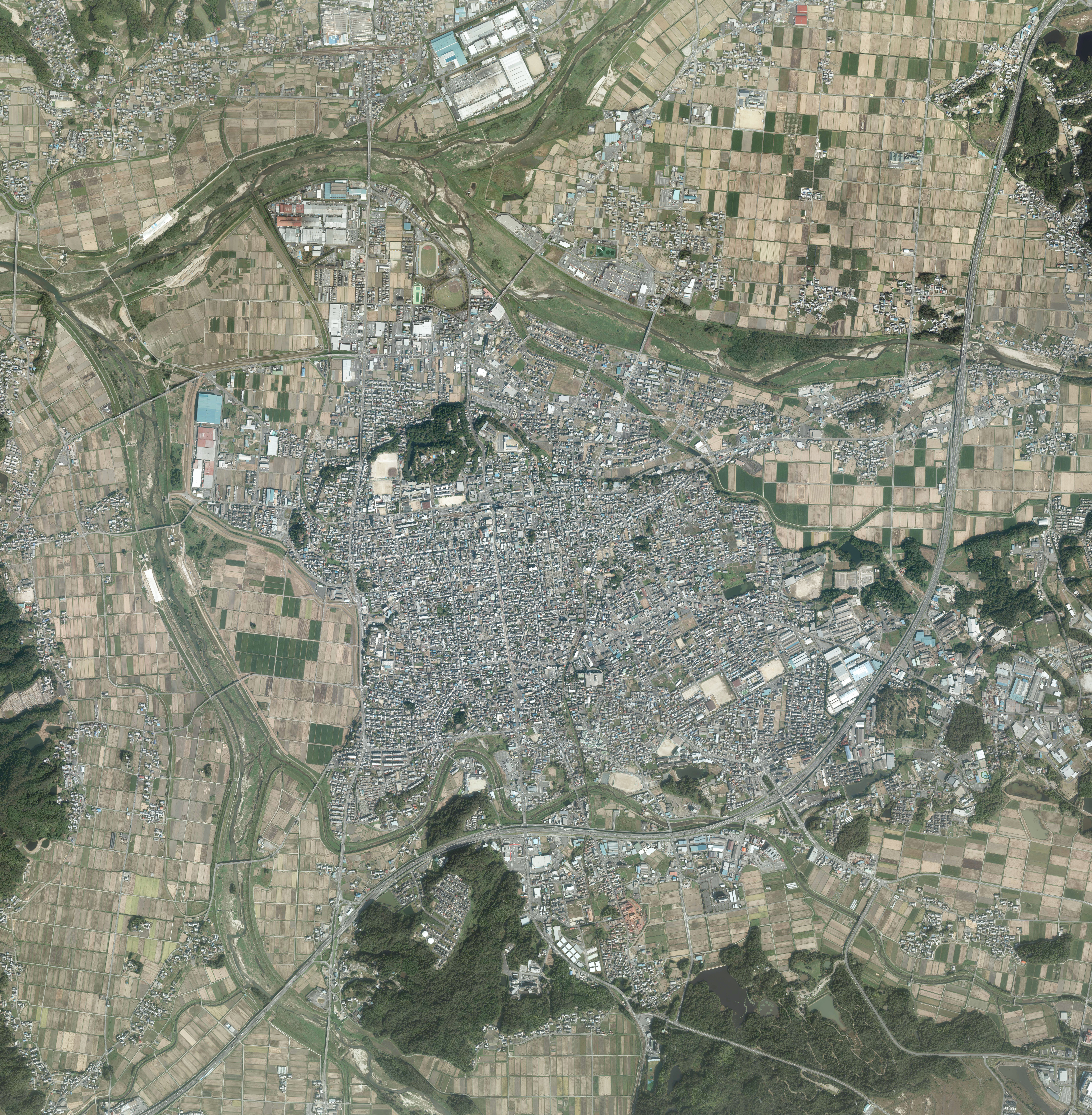
伊賀市中心部周辺の空中写真。2011年10月4日撮影の24枚を合成作成。。

伊賀市は三重県の北西部に位置する。北東部を鈴鹿山脈、北西部を信楽台地、南西部を大和高原（室生火山群）、南東部を布引山地に囲まれた盆地（上野盆地）である。低地・台地は少なく、丘陵地が多い。淀川水系に属する木津川の上流域であり、滋賀県や奈良県、京都府に接することから、三重県を東海地方に分類する場合においても、名張市を含む伊賀地域は近畿地方として扱われる場合もある。

### 地形

#### 山地
主な山
- 笠取山
- 霊山
- 尼ヶ岳

#### 河川
主な川
いずれも淀川水系。
- 木津川
- 柘植川
- 服部川
- 名張川

#### 湖沼
主なダム
- 滝川ダム
- 西米の川ダム
- 真泥ダム
- 川上ダム

### 気候
冬の底冷えや1日の寒暖差が特徴の典型的な内陸性気候である。しかし、夏は蒸し暑く太平洋側気候に含める場合や、降水量が比較的少なく瀬戸内海式気候に含める場合もある。1月の平均気温が3.5 °Cで、三重県内では最も寒さの厳しい地域であり、年降水量は県内で最も少ない。夏は場所によっては40 °Cを超えた記録がある。冬期には、強い冬型の気圧配置になると甲賀方面からの雪雲の影響で大雪に見舞われることがあるほか、南岸低気圧が紀伊半島沖の太平洋上を通過する時にも大雪になることが多い。なお、1997年2月28日までは市内の上野測候所で降雪量の観測を行っていたものの、翌3月1日に同測候所が特別地域気象観測所に移行してからは積雪量の観測は行わなくなり、降雪の有無のみを観測している。年間を通じて霧が多く発生する。気象区分は名張市と共に「三重県＞北中部＞伊賀」に分類される。
| 上野特別地域気象観測所（伊賀市緑ケ丘本町、標高159m）の気候   | 上野特別地域気象観測所（伊賀市緑ケ丘本町、標高159m）の気候 | 上野特別地域気象観測所（伊賀市緑ケ丘本町、標高159m）の気候 | 上野特別地域気象観測所（伊賀市緑ケ丘本町、標高159m）の気候 | 上野特別地域気象観測所（伊賀市緑ケ丘本町、標高159m）の気候 | 上野特別地域気象観測所（伊賀市緑ケ丘本町、標高159m）の気候 | 上野特別地域気象観測所（伊賀市緑ケ丘本町、標高159m）の気候 | 上野特別地域気象観測所（伊賀市緑ケ丘本町、標高159m）の気候 | 上野特別地域気象観測所（伊賀市緑ケ丘本町、標高159m）の気候 | 上野特別地域気象観測所（伊賀市緑ケ丘本町、標高159m）の気候 | 上野特別地域気象観測所（伊賀市緑ケ丘本町、標高159m）の気候 | 上野特別地域気象観測所（伊賀市緑ケ丘本町、標高159m）の気候 | 上野特別地域気象観測所（伊賀市緑ケ丘本町、標高159m）の気候 | 上野特別地域気象観測所（伊賀市緑ケ丘本町、標高159m）の気候 |
| 月                                                           | 1月                                                        | 2月                                                        | 3月                                                        | 4月                                                        | 5月                                                        | 6月                                                        | 7月                                                        | 8月                                                        | 9月                                                        | 10月                                                       | 11月                                                       | 12月                                                       | 年                                                         |
| ------------------------------------------------------------ | ---------------------------------------------------------- | ---------------------------------------------------------- | ---------------------------------------------------------- | ---------------------------------------------------------- | ---------------------------------------------------------- | ---------------------------------------------------------- | ---------------------------------------------------------- | ---------------------------------------------------------- | ---------------------------------------------------------- | ---------------------------------------------------------- | ---------------------------------------------------------- | ---------------------------------------------------------- | ---------------------------------------------------------- |
| 最高気温記録 °C （°F）                                       | 17.8 (64)                                                  | 22.1 (71.8)                                                | 25.7 (78.3)                                                | 30.2 (86.4)                                                | 33.8 (92.8)                                                | 36.2 (97.2)                                                | 38.0 (100.4)                                               | 38.8 (101.8)                                               | 36.5 (97.7)                                                | 32.2 (90)                                                  | 26.5 (79.7)                                                | 22.1 (71.8)                                                | 38.8 (101.8)                                               |
| 平均最高気温 °C （°F）                                       | 8.3 (46.9)                                                 | 9.4 (48.9)                                                 | 13.4 (56.1)                                                | 19.2 (66.6)                                                | 24.0 (75.2)                                                | 26.9 (80.4)                                                | 31.0 (87.8)                                                | 32.5 (90.5)                                                | 28.1 (82.6)                                                | 22.2 (72)                                                  | 16.5 (61.7)                                                | 10.9 (51.6)                                                | 20.2 (68.4)                                                |
| 日平均気温 °C （°F）                                         | 3.5 (38.3)                                                 | 4.0 (39.2)                                                 | 7.3 (45.1)                                                 | 12.7 (54.9)                                                | 17.9 (64.2)                                                | 21.8 (71.2)                                                | 25.8 (78.4)                                                | 26.7 (80.1)                                                | 22.8 (73)                                                  | 16.7 (62.1)                                                | 10.7 (51.3)                                                | 5.7 (42.3)                                                 | 14.6 (58.3)                                                |
| 平均最低気温 °C （°F）                                       | −0.6 (30.9)                                                | −0.5 (31.1)                                                | 2.0 (35.6)                                                 | 6.8 (44.2)                                                 | 12.4 (54.3)                                                | 17.5 (63.5)                                                | 21.9 (71.4)                                                | 22.6 (72.7)                                                | 18.7 (65.7)                                                | 12.1 (53.8)                                                | 5.7 (42.3)                                                 | 1.2 (34.2)                                                 | 10.0 (50)                                                  |
| 最低気温記録 °C （°F）                                       | −9.6 (14.7)                                                | −9.6 (14.7)                                                | −7.8 (18)                                                  | −4.8 (23.4)                                                | −0.8 (30.6)                                                | 5.6 (42.1)                                                 | 11.3 (52.3)                                                | 11.1 (52)                                                  | 5.1 (41.2)                                                 | −1.0 (30.2)                                                | −5.0 (23)                                                  | −9.5 (14.9)                                                | −9.6 (14.7)                                                |
| 降水量 mm （inch）                                           | 50.9 (2.004)                                               | 60.0 (2.362)                                               | 104.2 (4.102)                                              | 104.2 (4.102)                                              | 139.7 (5.5)                                                | 194.3 (7.65)                                               | 194.3 (7.65)                                               | 136.4 (5.37)                                               | 187.3 (7.374)                                              | 146.7 (5.776)                                              | 72.1 (2.839)                                               | 50.8 (2)                                                   | 1,440.9 (56.728)                                           |
| 平均降水日数 （≥0.5 mm）                                     | 8.0                                                        | 8.8                                                        | 11.4                                                       | 10.9                                                       | 11.2                                                       | 13.3                                                       | 13.1                                                       | 10.1                                                       | 11.6                                                       | 10.3                                                       | 8.0                                                        | 8.2                                                        | 125.0                                                      |
| % 湿度                                                       | 71                                                         | 70                                                         | 69                                                         | 67                                                         | 69                                                         | 75                                                         | 76                                                         | 75                                                         | 77                                                         | 77                                                         | 76                                                         | 73                                                         | 73                                                         |
| 平均月間日照時間                                             | 125.0                                                      | 121.0                                                      | 154.7                                                      | 174.8                                                      | 183.4                                                      | 132.8                                                      | 155.3                                                      | 191.7                                                      | 142.0                                                      | 143.4                                                      | 136.1                                                      | 135.0                                                      | 1,806.9                                                    |
| 出典：気象庁（平均値：1991年 - 2020年、極値：1937年 - 現在） |                                                            |                                                            |                                                            |                                                            |                                                            |                                                            |                                                            |                                                            |                                                            |                                                            |                                                            |                                                            |                                                            |

### 地区
伊賀市では町村制施行時の町村単位を区域として、「××地区」と呼ばれている。行政側が概ね地区単位に「地区市民センター」を整備しており、住民自治協議会という組織が組織されている。現在、住居表示上は存在しない地区も多い。旧町村の範囲を基本としているが、大規模団地造成等のため地区割を変更したケースも一部存在する。

#### 本庁エリア
- 久米（くめ）
- 友生（ともの）
- ゆめが丘（ゆめがおか）
- 依那古（いなこ）
- 比自岐（ひじき）
- 猪田（いだ）
- 古山（ふるやま）
- 花之木（はなのき）
- 花垣（はながき）
- 神戸（かんべ）
- きじが台（きじがだい）

#### 上野エリア
- 上野（うえの）
  - 東部
  - 西部
  - 南部
- 府中（ふちゅう）
- 中瀬（なかせ）
- 三田（みた）
- 諏訪（すわ）
- 小田（おた）
- 新居（にい）
- 長田（ながた）

#### いがまちエリア
- 柘植（つげ）
- 西柘植（にしつげ）
- 壬生野（みぶの）

#### 阿山エリア
- 河合（かわい）
- 鞆田（ともだ）
- 玉瀧（たまたき）
- 丸柱（まるばしら）

#### 島ヶ原エリア
- 島ヶ原（しまがはら）

#### 大山田エリア
- 山田（やまだ）
- 布引（ぬのびき）
- 阿波（あわ）

#### 青山エリア
- 阿保（あお）
- 桐ヶ丘（きりがおか）
- 上津（こうづ）
- 博要（はくよう）
- 高尾（たかお）
- 矢持（やもち）

### 町名･字名
伊賀市成立時に、住所表示は原則として、旧市町村の町名・字名が踏襲されている（【例】上野市朝日ヶ丘町→伊賀市朝日ヶ丘町）。ただし、次の通り例外がある。
- 旧・上野市 - 「上野の地名を残して欲しい」との要望が多かったため、市街地エリアでは「上野」の冠称が付いた町名が残っている。
- 旧・島ヶ原村 - 従来町名や字名が無かったこともあり、全域で字名を「島ヶ原」としている。
- 旧・青山町 - 「羽根」の地名が旧上野市にも存在したことから、「青山羽根」となった。
- 旧・伊賀町、旧阿山町、旧大山田村 - 住所表示には「大字」が付いていたものの、伊賀市成立により削除された。

### 人口
| |                                        |  |
| 伊賀市と全国の年齢別人口分布（2005年） | 伊賀市の年齢・男女別人口分布（2005年） |  |
| ■紫色 ― 伊賀市 ■緑色 ― 日本全国 | ■青色 ― 男性 ■赤色 ― 女性              |  |
| 伊賀市（に相当する地域）の人口の推移 \| 1970年（昭和45年） \| 92,841人 \| \| \| 1975年（昭和50年） \| 94,399人 \| \| \| 1980年（昭和55年） \| 95,582人 \| \| \| 1985年（昭和60年） \| 96,846人 \| \| \| 1990年（平成2年） \| 97,752人 \| \| \| 1995年（平成7年） \| 101,435人 \| \| \| 2000年（平成12年） \| 101,527人 \| \| \| 2005年（平成17年） \| 100,623人 \| \| \| 2010年（平成22年） \| 97,207人 \| \| \| 2015年（平成27年） \| 90,581人 \| \| \| 2020年（令和2年） \| 88,766人 \| \| |                                        |  |
| 総務省統計局 国勢調査より |                                        |  |
| 1970年（昭和45年） | 92,841人                               |  |
| 1975年（昭和50年） | 94,399人                               |  |
| 1980年（昭和55年） | 95,582人                               |  |
| 1985年（昭和60年） | 96,846人                               |  |
| 1990年（平成2年） | 97,752人                               |  |
| 1995年（平成7年） | 101,435人                              |  |
| 2000年（平成12年） | 101,527人                              |  |
| 2005年（平成17年） | 100,623人                              |  |
| 2010年（平成22年） | 97,207人                               |  |
| 2015年（平成27年） | 90,581人                               |  |
| 2020年（令和2年） | 88,766人                               |  |

外国人登録者数
製造業を始めとする工場が多いため、総人口に対する外国人登録者数の割合は高い。国籍としては、ブラジル･ベトナムが多い。

### 隣接している自治体
三重県
- 亀山市
- 津市
- 名張市

滋賀県
- 甲賀市

京都府
- 相楽郡南山城村

奈良県
- 奈良市
- 山辺郡山添村

## 歴史
伊賀市成立以前の年表は、伊賀市の新設合併に関するもののみ記載。旧市町村や旧郡の記事も参照。

### 沿革
- 1990年（平成2年）2月 - 伊賀地区広域市町村圏事務組合において伊賀創生計画「伊賀北斗プラン」策定。「伊賀市」を目標に設定。
- 2004年（平成16年）
  - 7月 - 総務大臣による官報告示。
  - 11月1日 - 上野市・阿山郡伊賀町・島ヶ原村・阿山町・大山田村・名賀郡青山町が合併して伊賀市が発足。これにより、阿山郡及び名賀郡は消滅した。
- 2019年（平成31年）1月4日 - 市役所を四十九町に移転。

## 政治

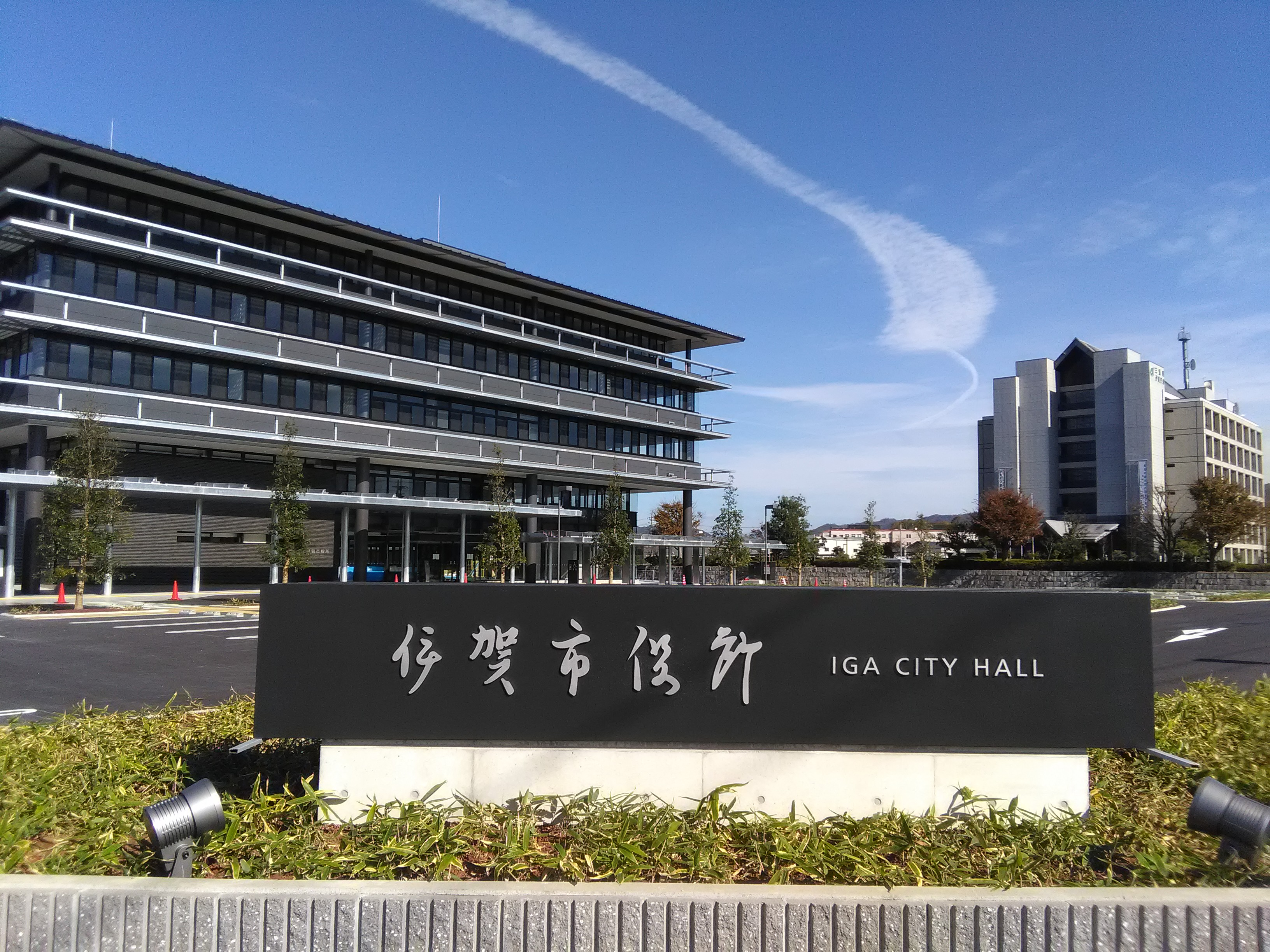
伊賀市役所と三重県伊賀庁舎（右奥の建物）

### 三重県伊賀庁舎
- 三重県伊賀庁舎 - 伊賀地域防災総合事務所（三重県伊賀市四十九町2802）

### 行政

#### 市長
- 市長： 稲森稔尚（2024年11月21日就任、1期目）

#### 政策
自治基本条例
市の独自のコミュニティ政策を進めるべく、市の憲法とも位置づけられている自治基本条例の制定に向けた検討がなされ、2004年12月24日、公布・施行された。全部で58条からなり、特に第4章の住民自治の仕組みについて規定する章は、住民自治協議会（設置、権能、地域まちづくり計画等）、住民自治地区連合会など、狭域自治を進めるための仕組みについて比較的詳細に規定している。
忍者服によるPR
毎年4月から5月にかけて、忍者の古里であることをPRするため、伊賀上野忍者フェスタが開催されている。期間中は、市職員等が忍者服をまとい、市の窓口業務に当たるなど、PRに努めている。
忍にん体操
旧上野市が、忍者の動きと精神を取り入れた独自の健康体操を作成したご当地体操である。市の健康事業推進のために活用した。伊賀市合併後も引き継がれ、市のイベント等で活用されている。

#### 市民憲章
2004年11月1日の伊賀市成立と同時に制定された。
- 私たち市民は、次の6つの原則により自治を進め、“ひとが輝く 地域が輝く”伊賀市のまちづくりの実現を目指し、この憲章を定めます。
  - まちづくりに関する情報をみんなで共有します。（情報の共有）
  - まちづくりには、みんなが参加できるようにします。（市民の参加）
  - まちづくりは、みんなでつくった計画に基づき実施します。（計画的実施）
  - まちづくりは、まず自らが行い、さらに地域内で助け合って進めます。（自治の補完）
  - まちづくりは、互いに連携・協力しながら進めます。（主体の協働）
  - まちづくりの実施を評価し、次の活動に活かします。（結果の評価）

### 議会
任期：2021年4月1日から2025年3月31日

#### 定数
- 伊賀市合併後は、合併前の在任特例規定の適用により、旧市町村議員78名が2005年3月まで残った。
- 定数：22
- 2021年3月28日合併後5回目の市議選が行われた。定数22人に対して28人が立候補した。選挙の結果、現職14人、新人7人、元職1人が当選。現職3人は落選した。党派別当選者数は公明3、共産2、草の根運動いが2、維新1、無所属14であった。

#### 議長
- 議長：赤堀久美
- 副議長：福村教親

#### 構成
2021年4月15日現在
| 会派                     | 議席数 |
| ------------------------ | ------ |
| 街づくり研究会           | 4      |
| 草の根・無所属フォーラム | 3      |
| 新政会                   | 3      |
| 公明党                   | 2      |
| 自民絆                   | 2      |
| 市民の風いがラボ         | 2      |
| 日本共産党伊賀市議団     | 2      |
| 無会派                   | 4      |
| 欠員                     | 0      |

※なお、衆議院議員選挙の選挙区は「三重県第2区」で、三重県議会議員選挙の選挙区は「伊賀市選挙区」（定数3）である。

#### 取り組み
議会基本条例
同市議会は2007年2月に「議会の役割と責務」を具体化する伊賀市議会基本条例を制定。日本の市区町村議会では初の「行政の議員に対する反問権」の付与（逆質問権）、市内37地区への「議会報告会」および議員間の「政策討論会」の実施を規定するなど注目を集めた。これを受けて日本の他市町村議会による視察が行われたこともある。
忍者議会
2007年4月、伊賀市が伊賀流忍者発祥の地であることをアピールするために、市長や市議らが忍者服に身を包み審議を行う忍者議会を開催している。
忍者市宣言
2017年2月22日、「忍者発祥の地」として、忍者市を宣言した。国内外の観光客誘致にさらに力を入れるのが狙いという。

### 市役所・支所
新設合併時は旧上野市役所が市役所本庁舎とされ、それ以外の旧町村役場は支所とされた。しかし、2019年1月4日に本庁舎が四十九町に移転した。
- 伊賀市役所：伊賀市四十九町3184番地（〒518-8501）
  - 上野支所（ハイトピア伊賀）伊賀市上野丸之内500（〒518-0873）
  - 伊賀支所（旧伊賀町役場）：伊賀市下柘植728番地（〒519-1412）
  - 阿山支所（旧阿山町役場）：伊賀市馬場1128番地（〒518-1395）
  - 島ヶ原支所（旧島ヶ原村役場）：伊賀市島ヶ原4913番地（〒519-1711）
  - 大山田支所（旧大山田村役場）：伊賀市平田652番地の1（〒518-1422）
  - 青山支所（旧青山町役場）：伊賀市阿保1411番地（〒518-0292）

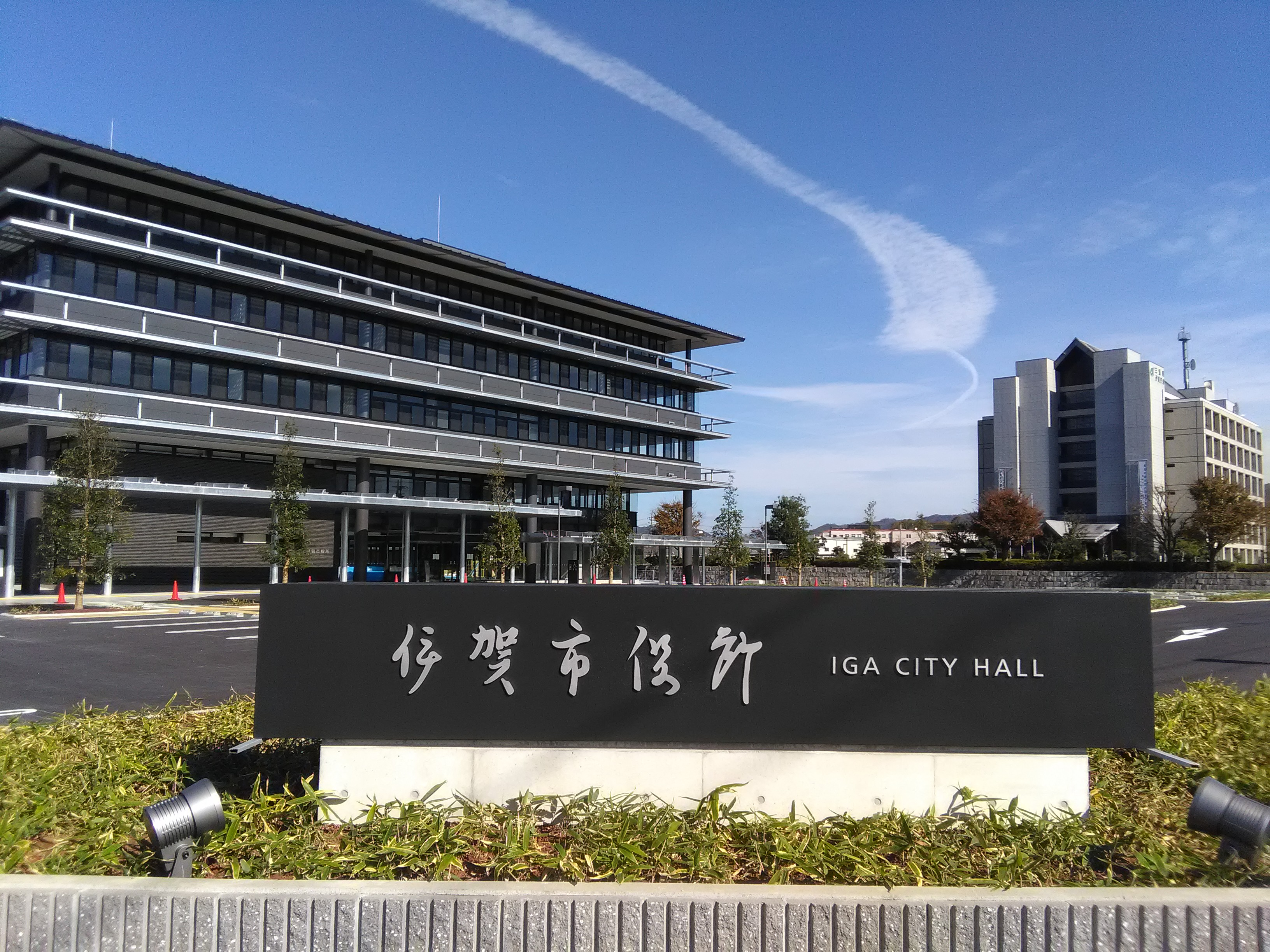
新本庁（左の建物）
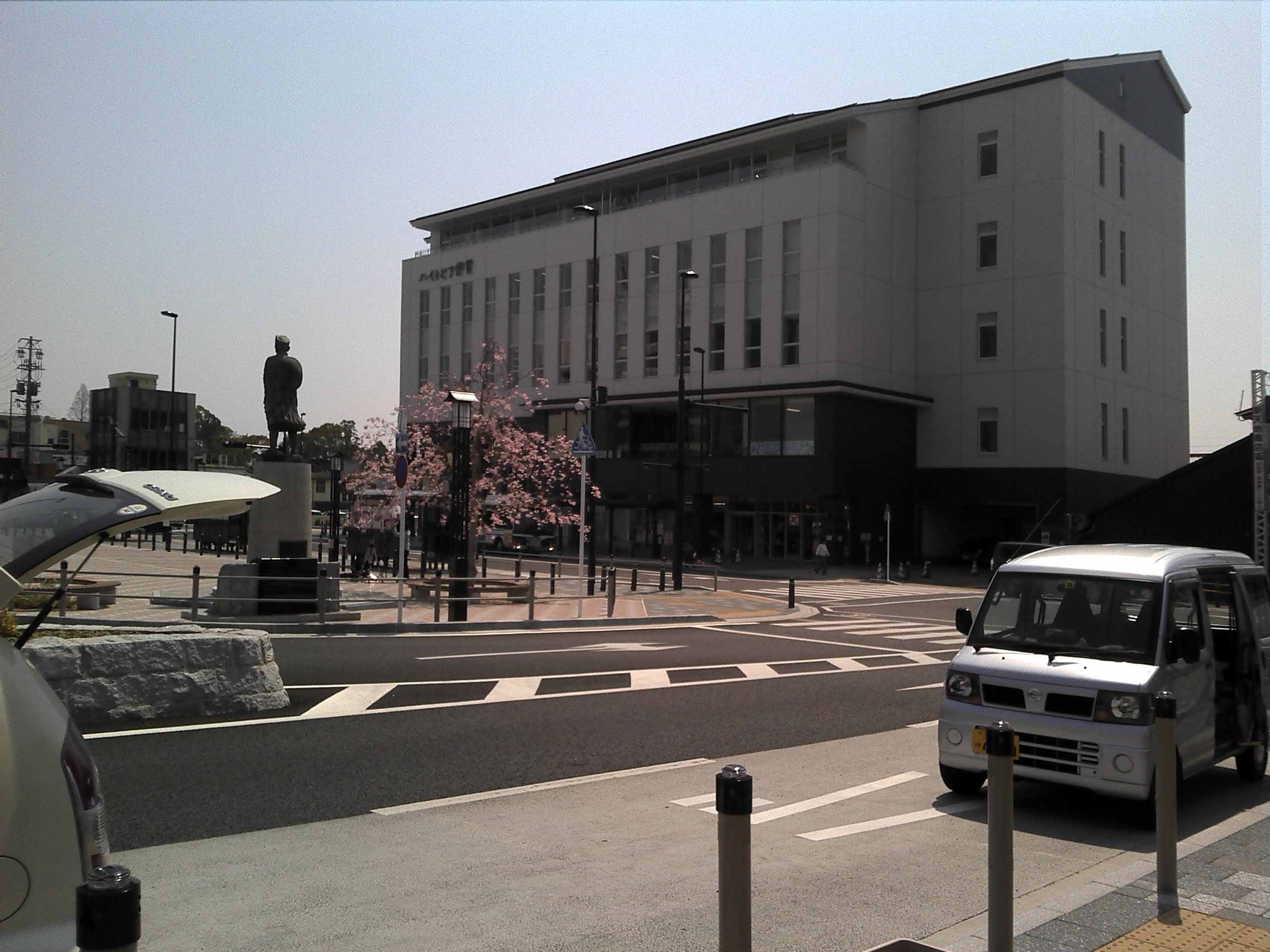
上野支所
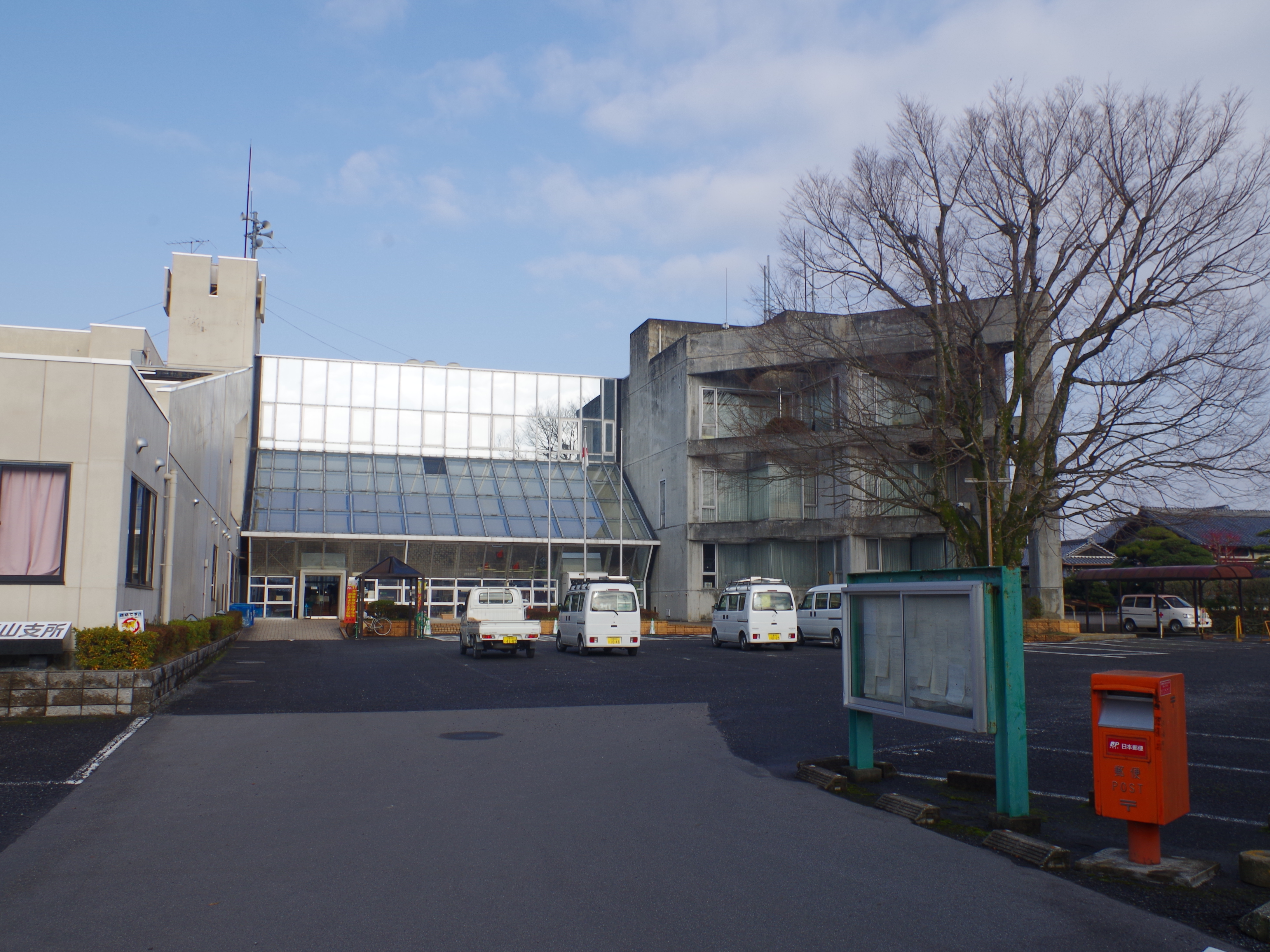
青山支所
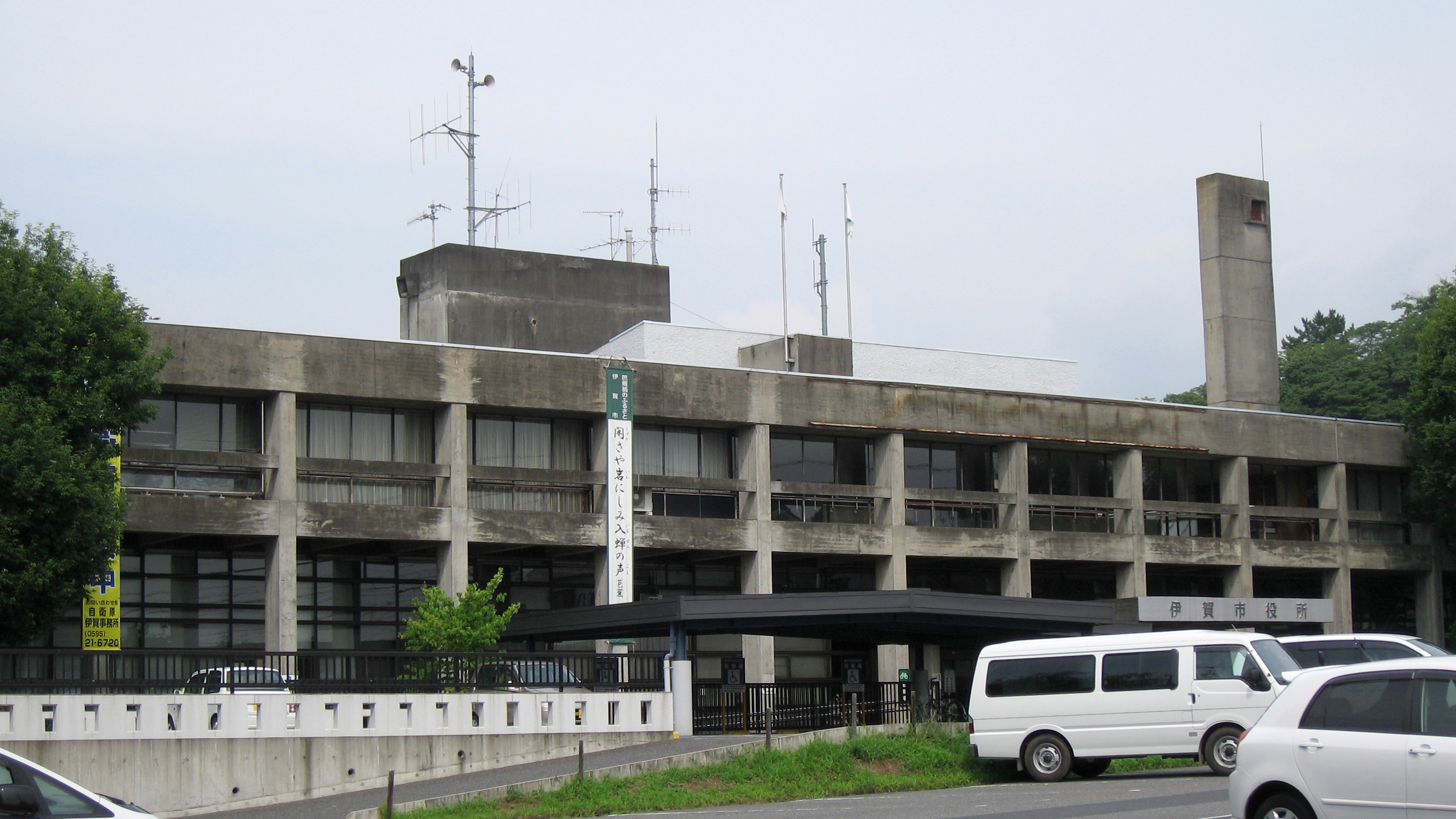
旧本庁

#### 市役所移転問題
伊賀市役所本庁舎（南庁舎）は耐震基準を満たしておらず、老朽化が進んでいる。そのため内保博仁市長時代に建て替えが決定し、現在地での新築に向け計画が進んでいた。このため北庁舎は取り壊された。2012年11月、坂倉準三が設計した市役所庁舎の保存運動を行っていた岡本栄が市長に当選すると計画を白紙撤回し、2013年に現庁舎から2.5 km離れた三重県伊賀庁舎の隣接地への建設を表明した。
これに対して上野商工会議所の木津龍平会頭らは現在地での建て替えを主張し、2014年2月に住民投票条例制定を目指して7180人の署名を集めた。この署名は書類不備のため無効とされた。しかし、岡本市長自らが住民投票条例案を提出、可決された。同年8月24日、現在地か移転かを問う住民投票が実施されるも、条例で「50%未満では住民投票は不成立」と規定されていたため、投票率42.51%で開票されなかった。これを受けて、市長は9月議会に庁舎移転を提案することが決まり、9月11日に賛成16人、反対8人で庁舎移転は可決された。ところが、2014年12月24日の伊賀市議会12月定例会で、一般会計補正予算案に計上された南庁舎活用計画策定予算を削除する議員提案がなされ、賛成20人、反対3人で可決された。
旧庁舎は、図書館や美術館などからなる複合施設として利用し、現行の伊賀市上野図書館を芭蕉翁記念館とする構想がある。

## 国家機関

### 裁判所
- 津地方裁判所伊賀支部 - 2004年11月1日に「津地方裁判所上野支部」より名称変更。

### 厚生労働省
- 三重労働局
  - 伊賀労働基準監督署 - 2005年4月1日に「上野労働基準監督署」より名称変更。
  - 伊賀公共職業安定所（ハローワーク伊賀）- 2005年4月1日に「上野公共職業安定所（ハローワーク上野）」より名称変更。

### 国土交通省
- 中部地方整備局 北勢国道事務所 上野維持出張所
- 近畿地方整備局 水資源機構 川上ダム

### 財務省
国税庁
- 名古屋国税局 - 上野税務署

### 防衛省
自衛隊
- 自衛隊三重地方協力本部 伊賀地域事務所

### 法務省
- 津地方法務局 伊賀支局 - 2008年1月21日に「津地方法務局上野支局」より新築移転・名称変更。

## 施設

### 警察
本部
- 三重県警察
  - 伊賀警察署 - 青山地区を除く市内全域を管轄。2005年4月に「上野警察署」より名称変更。
  - 名張警察署 - 青山地区を管轄。

### 消防
本部
- 伊賀市消防本部

### 医療
主な医療機関
伊賀医師会 と 名賀医師会 の2つの医師会がある。
- 伊賀市立上野総合市民病院（三重県災害拠点病院）
- 岡波総合病院

### 図書館
- 上野図書館

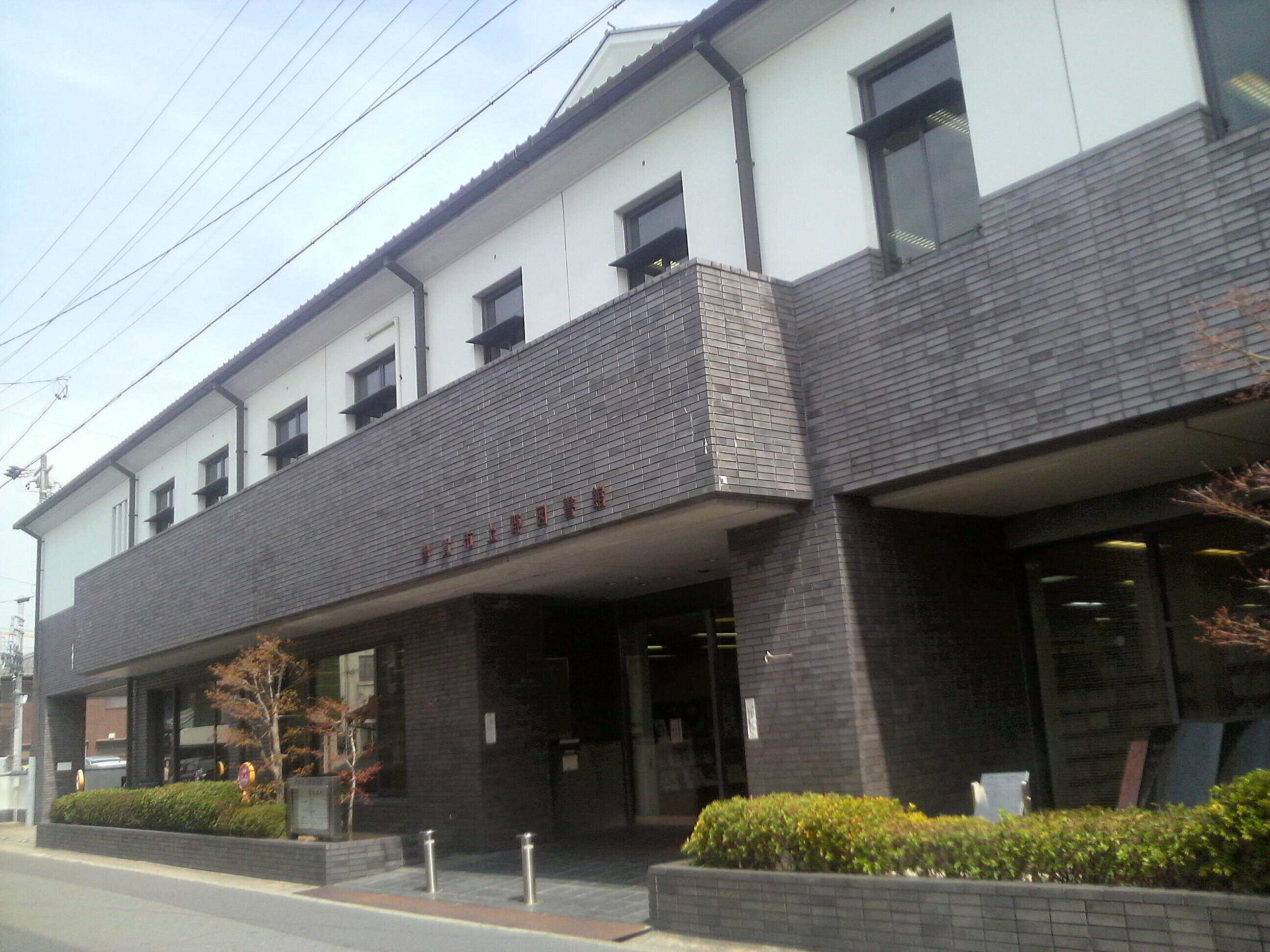
上野図書館

- BOOKMARK STORAGE（いがまち図書室）
- 大山田図書室
- 島ヶ原図書室
- 青山図書室
- 上野点字図書館（私立）
- 阿山図書室（2024年春閉館）

### 郵便局
主な郵便局
（2012年12月現在）
- 日本郵便株式会社
  - 上野郵便局（上野丸之内）
  - 阿山郵便局（馬場）
  - 大山田郵便局（平田）
  - 伊賀郵便局（下柘植）
  - 青山郵便局（阿保）

以上は集配局で、この他窓口業務のみを行う郵便局が28箇所（うち簡易郵便局4箇所）ある。
- ゆうちょ銀行
  - 名古屋支店 アピタ伊賀上野店内出張所（服部町）（ATMのみ／ホリデーサービス実施）

その他簡易郵便局を除く各郵便局にATMが設置されており、上野・阿山・大山田・伊賀・島ヶ原・青山の各郵便局ではホリデーサービスを実施。
郵便番号
伊賀市内の郵便番号は以下の通り。
- 「518-00xx」「518-01xx」「518-08xx」「518-11xx」「519-17xx」=旧上野市域、旧阿山郡島ヶ原村域。上野局の集配担当。
- 「518-02xx」=旧名賀郡青山町域。青山局の集配担当。
- 「518-13xx」=旧阿山郡阿山町域。阿山局の集配担当。
- 「518-14xx」=旧阿山郡大山田村域。大山田局の集配担当。
- 「519-14xx」=旧阿山郡伊賀町域。伊賀局の集配担当

## 教育

### 専修学校
- 岡波看護専門学校

### 高等学校
県立
- 三重県立上野高等学校
- 三重県立伊賀白鳳高等学校
- 三重県立あけぼの学園高等学校

私立
- 桜丘高等学校（※中高併設）
- 愛農学園農業高等学校
- 神村学園高等部伊賀

### 中学校
市立
- 伊賀市立青山中学校
- 伊賀市立阿山中学校
- 伊賀市立大山田中学校
- 伊賀市立島ヶ原中学校
- 伊賀市立城東中学校

- 伊賀市立崇広中学校
- 伊賀市立柘植中学校
- 伊賀市立上野南中学校
- 伊賀市立緑ヶ丘中学校
- 伊賀市立霊峰中学校

私立
- 桜丘中学校（※中高併設）

### 小学校
- 伊賀市立上野東小学校
- 伊賀市立上野西小学校
- 伊賀市立久米小学校
- 伊賀市立成和東小学校
- 伊賀市立成和西小学校
- 伊賀市立三訪小学校
- 伊賀市立府中小学校
- 伊賀市立中瀬小学校
- 伊賀市立友生小学校
- 伊賀市立上野南小学校

- 伊賀市立青山小学校
- 伊賀市立柘植小学校
- 伊賀市立西柘植小学校
- 伊賀市立壬生野小学校
- 伊賀市立島ヶ原小学校
- 伊賀市立阿山小学校
- 伊賀市立大山田小学校
- 伊賀市立上野北小学校

### 幼児教育
市立
- あやま保育所
- 猪田保育所
- 大山田保育園
- 神戸保育所
- 希望ヶ丘保育園
- さくら保育園
- 島ヶ原保育所
- しろなみ保育所
- 新居保育所
- たまたき保育所
- 柘植保育園
- ともだ保育所
- 西柘植保育園
- 壬生野保育園
- 桃青の丘幼稚園

私立
- 青山よさみ幼稚園
- いなこ保育園
- 曙保育園
- 長田保育園
- 中瀬城東保育園
- 白鳳幼稚園
- 花之木保育園
- ひかり保育園
- 府中保育園
- 三田保育園
- みどり保育園
- みどり第二保育園
- 睦保育園
- 友生保育園
- ゆめが丘保育所

### 学校教育以外の施設
研究所
- 三重大学国際忍者研究センター
- 三重県工業研究所窯業研究室
- 三重県農業研究所伊賀農業研究室

フリースクール
- 伊賀市教育支援センターふれあい教室

## 対外関係

### 姉妹都市･提携都市

#### 海外
- 句容市（中華人民共和国 江蘇省）- 農業関係で提携。
- 台東県（中華民国）

#### 国内
姉妹都市
- 甲賀市（滋賀県）
伊賀市合併後は隣接する滋賀県甲賀市との交流を深め、両市とも忍者のふるさとであることから、2007年3月から「伊賀甲賀・忍者の里平成の野寄り合い」（伊賀市・甲賀市広域連携推進委員会主催）という忍術対決のイベントを開催している。この対決では負けた市は勝った市のPRポスターを1年間掲示することになるというユニークな勝負で過去2回は両市の市長も競技に参加した。2007年3月の対決では伊賀市、2007年11月の対決では甲賀市が勝利した。また、亀山市と共にいこか（いが・こうか・かめやま）提携を結んでいる。

提携都市
- 亀山市（三重県）
甲賀市と共に、いこか提携を結んでいる。
- 名張市（三重県）
広域事務や観光などの面で提携している。
- 南山城村･笠置町（京都府）、山添村（奈良県）
伊賀市を中心に「伊賀城和定住自立圏形成協定」を結んでいる。

その他
- 小京都
伊賀の小京都「上野」として全国京都会議に加盟している。
- 外国人集住都市会議
静岡県浜松市が中心に呼びかけ、日本国内の外国人が多く住む街の自治体や国際交流協会などが集まり、外国人住民が多数居住する都市の行政と地域の国際交流のために設立された組織。

## 経済
伊賀市は地理的に大阪と名古屋の中間に位置することから、特に名阪国道の物流利便性を受け、名阪国道沿いへの工場立地等が増加している。なお、サービス業を中心に就業者割合が高まっており、観光関連産業の活性化が望まれている。
2015年国勢調査によると、伊賀市に在住する48,777人の15歳以上就業・就学者の8割に当たる39,472人が市内で就業・就学しており、県内の名張市への通勤・通学者は3275人、津市への通勤・通学者は957人、北勢地区への通勤・通学者は786人、滋賀県甲賀地区（甲賀郡（現在の甲賀市））への通勤・通学者は672人であった。なお、大都市への通勤・通学者は、大阪市が627人、名古屋市が109人であった。

### 農業
2016年現在、三重県内で稲作の盛んな地域は、大きく分けて2箇所あり、それは伊勢平野と上野盆地である。2016年現在、三重県のコメの収穫量は、日本の都道府県別順位で21位であり、三重県内でコメの収穫量が多い自治体として、松阪市の次に、伊賀市が挙がる。さらに、2016年現在、三重県では耕地面積に対する水田の割合が目立つ一方で、三重県はコムギの収穫量の日本の都道府県別順位で8位に入っており、三重県内のコムギの作付面積では、松阪市が24.0パーセント、津市が14.3パーセント、鈴鹿市が9.9パーセント、菰野町が8.0パーセントに次ぐ、ほぼ同率の8.0パーセントで伊賀市が入る。この他、2016年現在、三重県内において伊賀市はアズキの主産地に挙げられるものの、アズキの収穫量に関しては日本では北海道産が9割以上と圧倒的であって、日本全体で見れば伊賀市がアズキの主産地というわけではない。また、2016年現在、ダイズも三重県内においては、松阪市、津市、菰野町、鈴鹿市と並んで、伊賀市も主産地として名前が出るものの、ダイズの収穫量も日本では北海道産が35.4パーセントを占め、その次が宮城県、秋田県、福岡県、佐賀県と続き、三重県は都道府県別のダイズ収穫量順位で14位にようやく出てくる程度と、日本全体で見れば伊賀市がダイズの主産地というわけではない。
なお、市政の上でも、農業を基幹産業として位置づけており、農業公園も整備したが、農業就業者の高齢化・後継者や担い手の不足・採算性の悪化などの問題も抱えている。

### 商工会議所
市町村合併により、旧町村部の商工会は合併したが、商工会議所との合併には到っていない。
- 上野商工会議所（旧上野市エリア）
- 伊賀市商工会（旧町村部エリア） - 2005年、旧の5町村商工会が合併。

### 第一次産業
- 梨、桃等の果樹
- 茶
- バナナの熟成加工
- 和菓子 - 和菓子屋の範囲分布数は三重県一。

主な農林業団体
- 伊賀ふるさと農業協同組合
- 伊賀森林組合
- 伊賀川漁業協同組合
- 服部川上流漁業協同組合

### 第二次産業
主な工芸品
- 伊賀焼
- 組み紐 - 生産量は日本一。

### 第三次産業
主な商業施設
市街地に大型総合ショッピング施設が集中している。
- イオン伊賀上野店
- イオンタウン伊賀上野
- アピタ伊賀上野店
- ラ・ムー伊賀上野店
- スーパーセンターPLANT伊賀店
- オークワ伊賀新堂店
- とれたて市ひぞっこ
- ハイトピア伊賀
- シンドウヤード（SHINDO YARDS）
- ショッピングセンターアニーズ (ANYS)

### 金融機関
古くは都市銀行も存在したが、銀行は地方銀行のみである。なお、地域的に、近畿地方に本店を置く地方銀行の支店も存在する。
- 百五銀行
- 三十三銀行
- 滋賀銀行
- 北伊勢上野信用金庫
- 東海労働金庫

### 市内に拠点を置く主な企業
- 安永 本社
- 中外医薬生産 本社、みどり丘工場
- 伊賀越 本社・工場（天然蔵）、第二工場
- 大田酒造 本社
- ナベル 本社、三重工場
- 山田化学 本社、倉庫、工場
- 上野キヤノンマテリアル 本社
- ロート製薬 上野テクノセンター
- モリタホールディングス 技術研究所
- ダイジェット工業 三重事業所
- DMG森精機 伊賀事業所
- ケイミュー 伊賀事業所
- エクセディ 上野事業所
- カプコン 上野事業所
- モリタ宮田工業 上野事業所
- LIXIL 上野事業所、上野物流センター、上野緑工場、青山工場
- ブリヂストンサイクル 中日本物流センター
- 日本サンガリアベバレッジカンパニー 伊賀工場、上野工場、柘植工場、佐那具工場、伊賀物流センター、壬生野センター・壬生野工場、一之宮工場

- セルスター工業 三重工場、柘植工場
- 常盤薬品工業 三重工場
- プリマハム 三重工場
- 旭ダイヤモンド工業 三重工場
- 天昇電気工業 三重工場
- メロディアン 三重上野工場
- モリテック スチール 三重大山田工場
- チョーヤ梅酒 伊賀上野工場
- ロックペイント 伊賀上野工場
- パナソニック ライティングシステムズ 伊賀工場
- 鈴木栄光堂 伊賀工場
- サラヤ 伊賀工場
- ミルボン 青山工場、ゆめが丘工場
- ジェイテクト 伊賀試験場
- ミヤケ 本社、本社工場

## マスメディア

### 通信
- 本来エリアの在名広域民放テレビ局（在名局。東海テレビ・中京テレビ・CBCテレビ・メ〜テレ。上野ラジオ中継局、名張テレビ・FM中継局等）や三重テレビ放送を始め、生駒山上からの電波を遮断する物が無い地理的状況から、在阪広域民放テレビ局（在阪局。毎日放送・朝日放送テレビ・関西テレビ・読売テレビ）のアナログTV放送が直接受信可能な場所が多かった。また、ケーブルテレビによる配信も行われており、名古屋・大阪の各方面とも関係が深いことがあり、在阪局をメインに視聴している世帯も多かった[22]。
なお、ラジオについては、複数の県域放送が聴取できるいわゆる“電波銀座”と呼ばれる地域である。
- 地上デジタル放送は、総務省の指導で在阪局の伊賀方面への出力が抑えられたことから、在名・県域テレビの伊賀・名張中継局による視聴が主である。これに対して、主に奈良・大阪方面との関係が深い市民から「つながりの深い地域の情報が得られなくなる」などの批判の声もあったが、現在はケーブルテレビで在阪広域民放テレビ局のデジタル再送信が実施されている[22]。
NHKについては、上記の制限がないので、多くの地域で津（名古屋）・近畿（奈良・京都など）両局の放送が視聴できる。
- 電話は名張市も含め全域『0595』（市内局番は20〜79、上野MA）区域である。同一市外局番の亀山市（市内局番は80〜99）へは隣接扱いのため、市外局番が必要。

### テレビ
- 伊賀上野ケーブルテレビ（ケーブルテレビ） - 旧青山町を除く伊賀市域が放送エリア。
- アドバンスコープ（ケーブルテレビ） - 名張市所在。旧青山町が放送エリア。
- 伊賀タウン情報YOU（タウン情報誌）

なお、中部電力系のコミュファ光が2012年7月より伊賀市でも提供を開始した。ただしコミュファ光テレビ（光ファイバー使用のCATV）は当初は全域で利用できなかったが、2014年より旧青山町の地区を除き視聴可能となった。ただし青山町地区はインターネットとIP電話は利用可能ながら、引き続き近接の名張市共々サービス対象外であり視聴できない。

### ラジオ
- NHK第1（名古屋放送局）、CBCラジオ、東海ラジオの中継局が伊賀市内に所在する。地元局のFM三重の他、旧上野市中心部で大阪府のFM COCOLOや愛知県のZIP-FMが良好に受信できる。

### 新聞
全国紙は三重県内では一般に名古屋市で発行された物が販売されているものの、伊賀市では大阪本社（大阪市）で発行された物が販売されている（名張市および熊野市以南も同様）。中部地方のブロック紙である中日新聞も販売されている。番組表は名古屋発行の新聞が中京広域圏の番組欄がメインであるのに対し、大阪発行の「伊賀版」は近畿広域圏の番組欄がメインで掲載されている（中日新聞伊賀版も同様。伊勢新聞は全県共通のため差し替え無し）。またスポーツ新聞も、名古屋市で発行する中日スポーツを除き、大阪版が販売されている。
- 伊勢新聞伊賀総局
- 中日新聞伊賀支局
- 朝日新聞伊賀支局
- 毎日新聞名張支局伊賀駐在
- 読売新聞伊賀上野支局
- 産経新聞伊賀報道部

## 交通

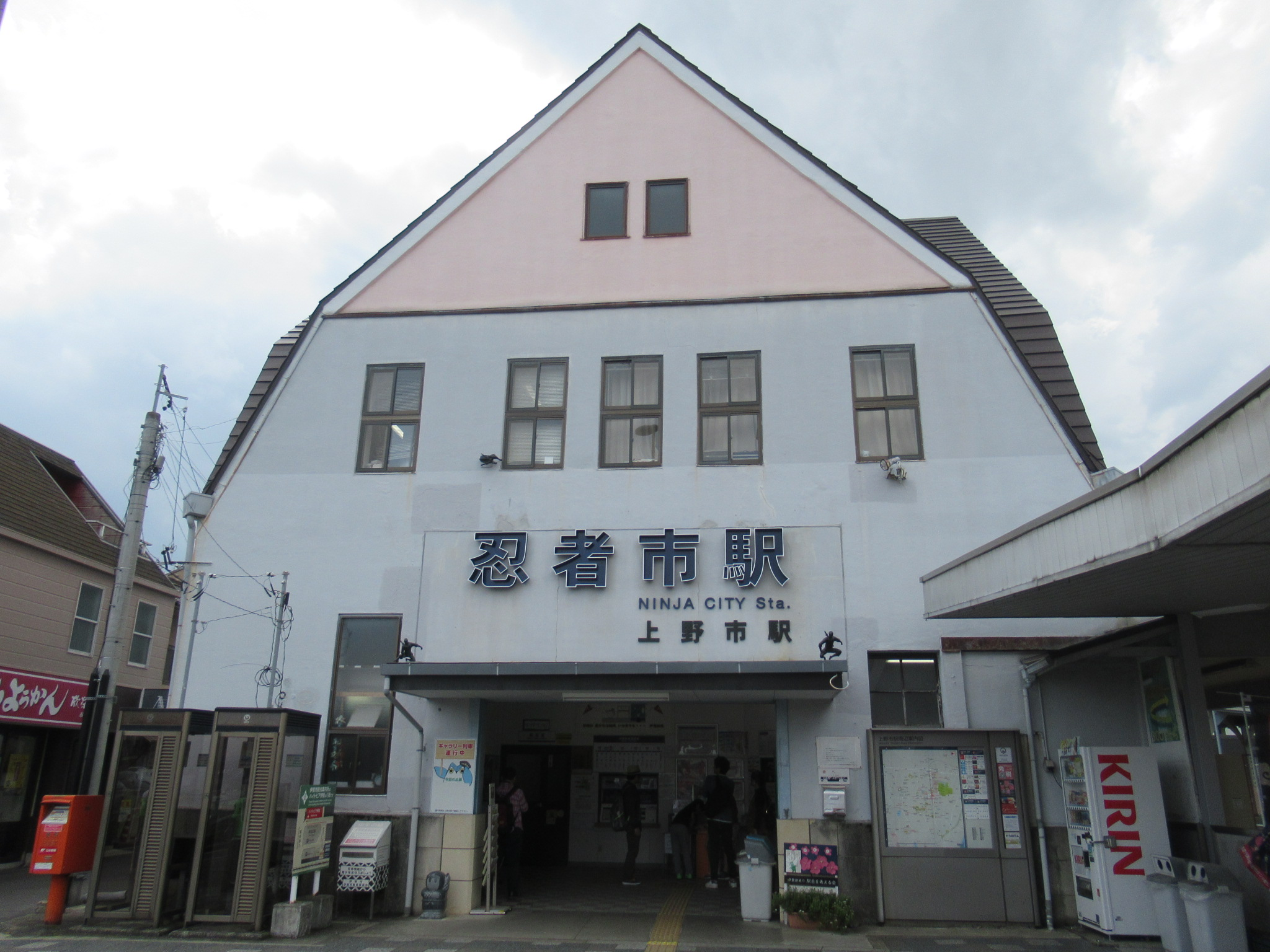
上野市駅（2019年5月）

### 鉄道
伊賀市の北部をJR関西本線が加茂駅から亀山駅へ、また柘植駅からは、JR草津線が京都駅や草津駅へ直通している。南部は近鉄大阪線が走り、両線を伊賀鉄道伊賀線が結んでいる。これらの路線に存在する駅の中で、伊賀市の中心駅とされるのは、伊賀上野駅ではなく、上野市駅である。ただし、市役所の最寄り駅は上野市駅ではなく四十九駅である。しかし、最も利用客が多いのは伊賀神戸駅である。なお、上野市駅と青山町駅は合併前の自治体名のまま変更はされていない。
近鉄大阪線沿線などには大阪方面への通勤者向けに開発された中規模住宅地が存在する。
伊賀鉄道伊賀線には「忍者線」の愛称が付いているほか、伊賀鉄道伊賀線には漫画家の松本零士がデザインした忍者をペイントした「忍者列車」が運行されている。さらに、伊賀上野駅や上野市駅には、これらの駅の天井付近などにも、イミテーションの「忍者」が潜んでいる。
西日本旅客鉄道（JR西日本）
- 関西本線
  - 柘植駅 - 新堂駅 - 佐那具駅 - 伊賀上野駅 - 島ケ原駅
- 草津線
  - 柘植駅

近畿日本鉄道（近鉄）
- 大阪線
  - 伊賀神戸駅 - 青山町駅 - 伊賀上津駅 - 西青山駅

伊賀鉄道
- 伊賀線（全線市内）
  - 伊賀上野駅 - 新居駅 - 西大手駅 - 上野市駅 - 広小路駅 - 茅町駅 - 桑町駅 - 四十九駅 - 猪田道駅 - 市部駅 - 依那古駅 - 丸山駅 - 上林駅 - 比土駅 - 伊賀神戸駅

### 道路

#### 高速道路
無料で利用できる名阪国道（国道25号）が、有料の東名阪自動車道・西名阪自動車道と直結しているため、旧上野市市街地からは鉄道よりは高速道路の利用の方が利便性が高く、大阪および名古屋まで約1時間30分で到達できる。なお、雪が降るとチェーン規制を実施することがある。
2009年3月20日に新名神高速道路の甲南IC（滋賀県甲賀市）が新設された結果、北陸方面や草津・京都方面から一般道路経由で行くより、短時間で行けるようになった。
- 名阪国道：伊賀IC - 伊賀SA - 上柘植IC - 下柘植IC - 御代IC - 壬生野IC - 伊賀一之宮IC - 中瀬IC - 友生IC - 上野東IC - 上野IC - 大内IC - 上野PA - 白樫IC - 治田IC

計画中の道路
- 名神名阪連絡道路

#### 国道
国道163号によって津市へと移動することができる。旧青山町からは名張市からつながる国道165号を以って、津市へと移動することができる。この際、青山峠を超える必要があり、秋から冬にかけては濃霧におおわれる日が多く、また路面が凍結することもあるため時間帯によっては注意が必要である。青山町区間は片側一車線でありながら、林業等に利用されるトラックが登坂の際徐行することも多いため、国道165号のボトルネックとなっている。
- 国道25号（亀山・四日市・名古屋方面、月ヶ瀬・天理・難波方面）
- 国道163号（木津・奈良・大阪方面、津市方面）
- 国道368号（名張・美杉・伊勢方面）
- 国道422号（信楽・大津・京都方面）
- 国道165号（旧青山町を通過）

#### 県道
- 三重県の県道一覧

### バス

#### 高速バス

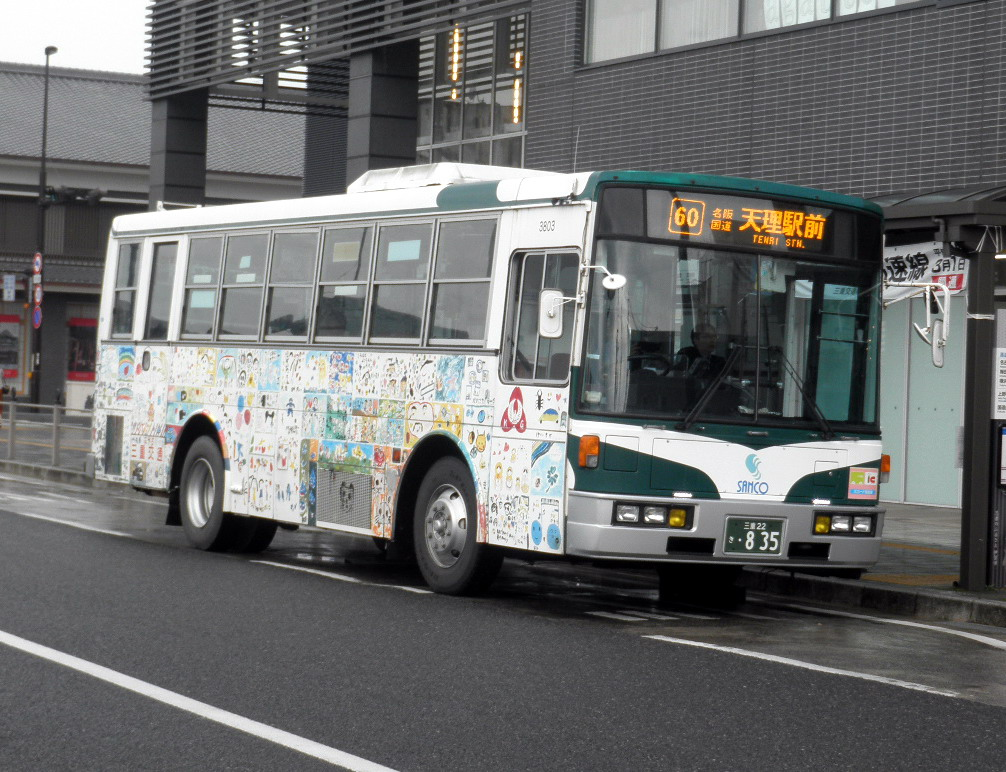
上野天理線（撮影当時は天理駅前発着として運行したが、現在は国道山添までの運行となっている）

上野市駅から名鉄バスセンターへ向かう高速バス路線と奈良県山辺郡山添村へ向かう乗合バス路線がある。かつては針インターや天理駅方面への路線があったが、ともに廃止された。なお、大阪方面への高速バス路線と夜行高速バス路線（西武大宮営業所行き）はともに休止路線となっているため当項では省略する。
- 三重交通
  - 名古屋上野高速線：三交上野車庫 - 上野市駅 - 御代インター森精機前 → （名古屋方面）
  - 上野天理線：上野市駅 - 銀座4丁目- 桑町 - 大内インター - 七本木BS - 白樫BS - 治田インター → （山添方面）

#### 路線バス
- 三重交通（伊賀営業所）

#### コミュニティバス

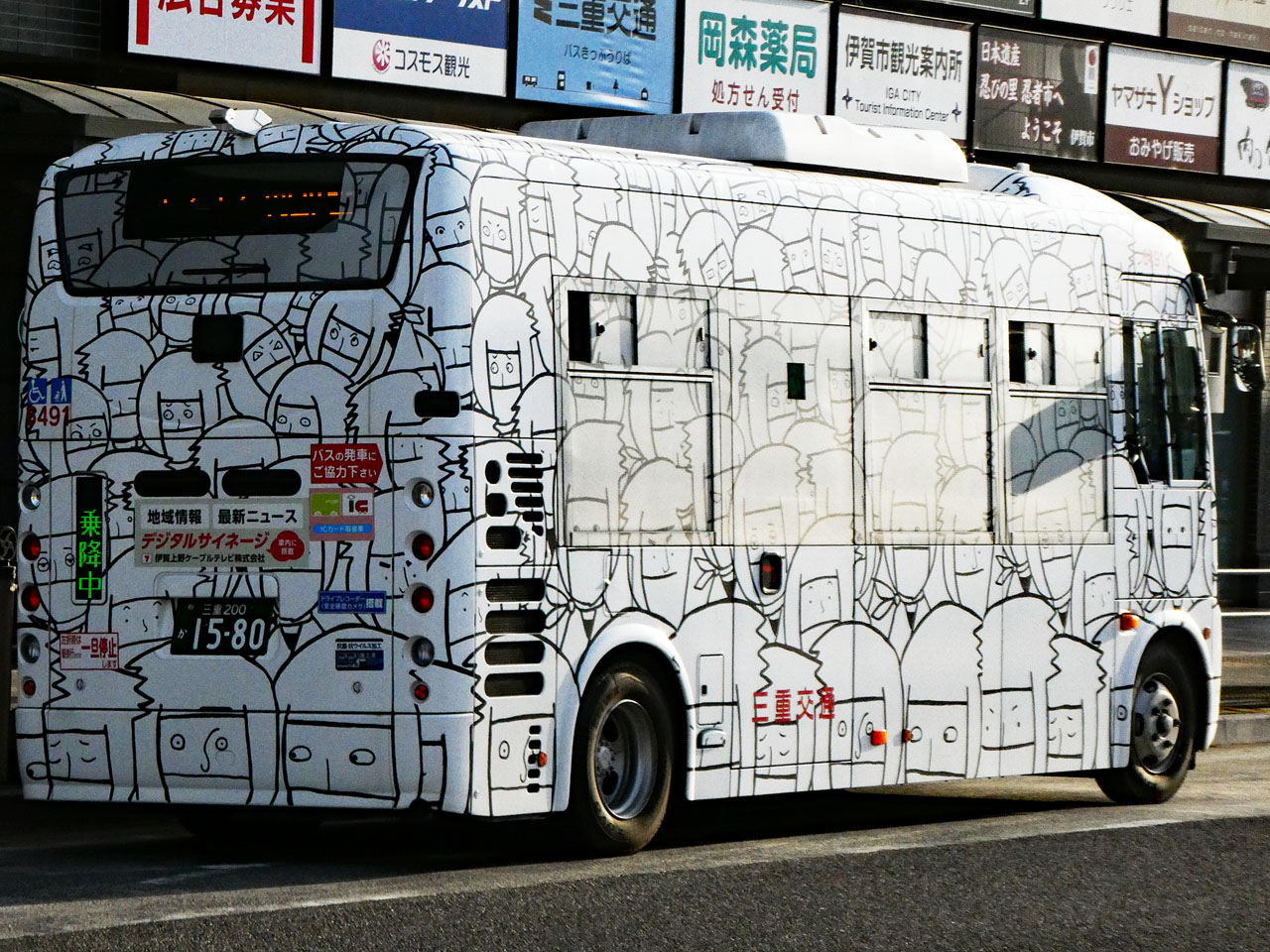
にんまる 車両（2022年4月）

- 上野コミュニティバス「にんまる」
- いがまち行政サービス巡回車
- しまがはら行政サービス巡回車
- 阿山行政サービス巡回車
- 大山田コミュニティバス「どんぐり号」
- 青山行政バス

## 観光
伊賀市は戦災による被害をほとんど受けなかったため、名所旧跡が残っている。ただし、天正伊賀の乱による徹底的な破壊により、それ以前の建物等は少ない。

### 名所・旧跡
- 御墓山古墳
- 上野公園
  - 上野城（城跡は国の史跡、模擬天守は市指定有形文化財）
  - 俳聖殿（重要文化財）
  - 伊賀流忍者博物館
  - 芭蕉翁記念館
- 丸山城
- 千賀地氏城
- 崇広堂
- 鍵屋辻、伊賀越資料館
- 蓑虫庵
- 新大仏寺
- 観菩提寺（正月堂）
- だんじり会館
- 芭蕉翁生家
- 菅原神社（上野天満宮）
- 敢國神社 - 伊賀国一宮
- 旧小田小学校本館（現存する県内最古1881年築の小学校）
- 上野高校 明治校舎（現存する県内最古1900年築の高校校舎、現在も使用されている)
- 城之越遺跡（国の史跡・名勝）
- 果号寺のシブナシガヤ（国の天然記念物）
- 高倉神社のシブナシガヤ（国の天然記念物）
- 勝手神社 - 例年10月に行われる「かんこ踊り」は、豊作などを祈って行われている[25]。

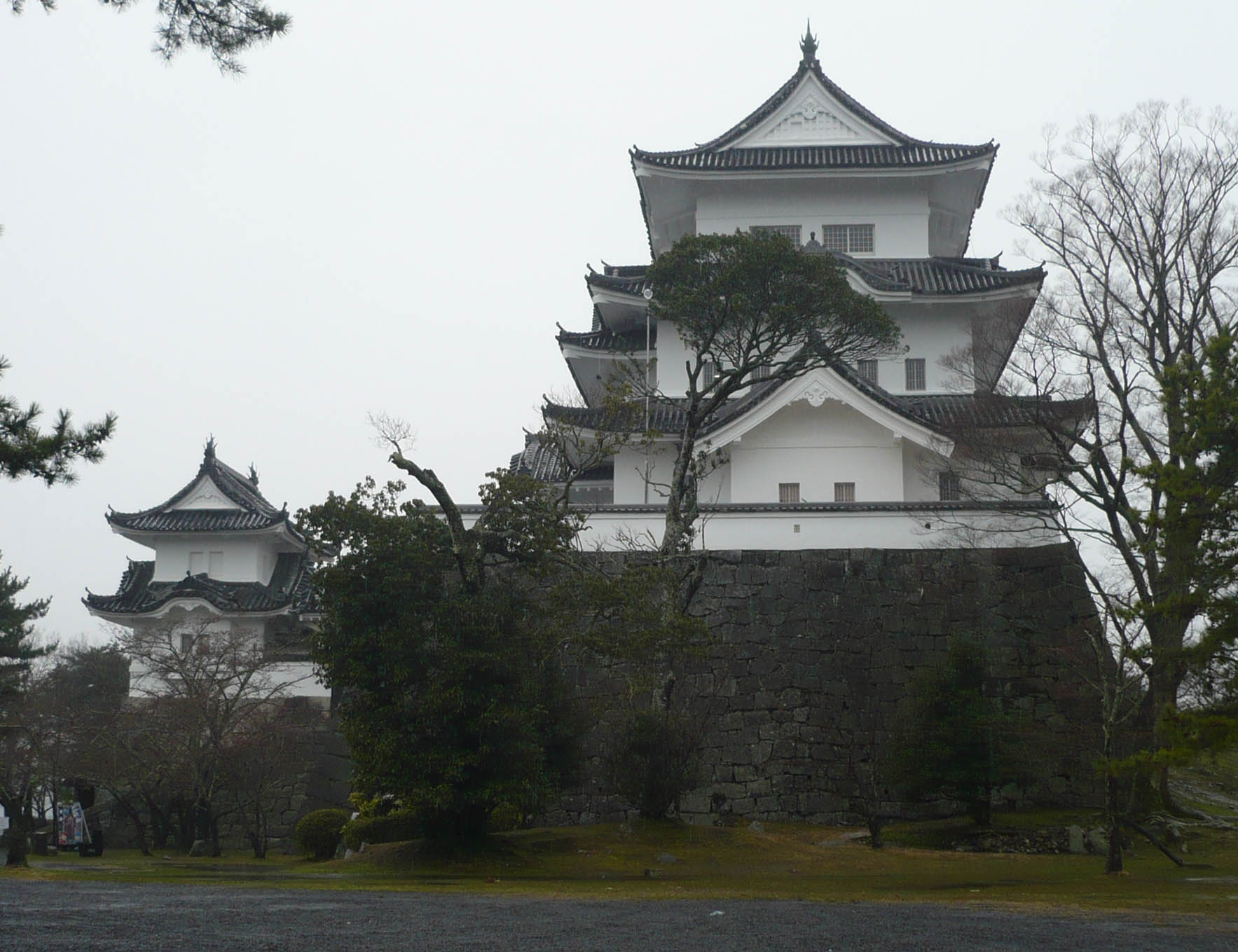
上野城
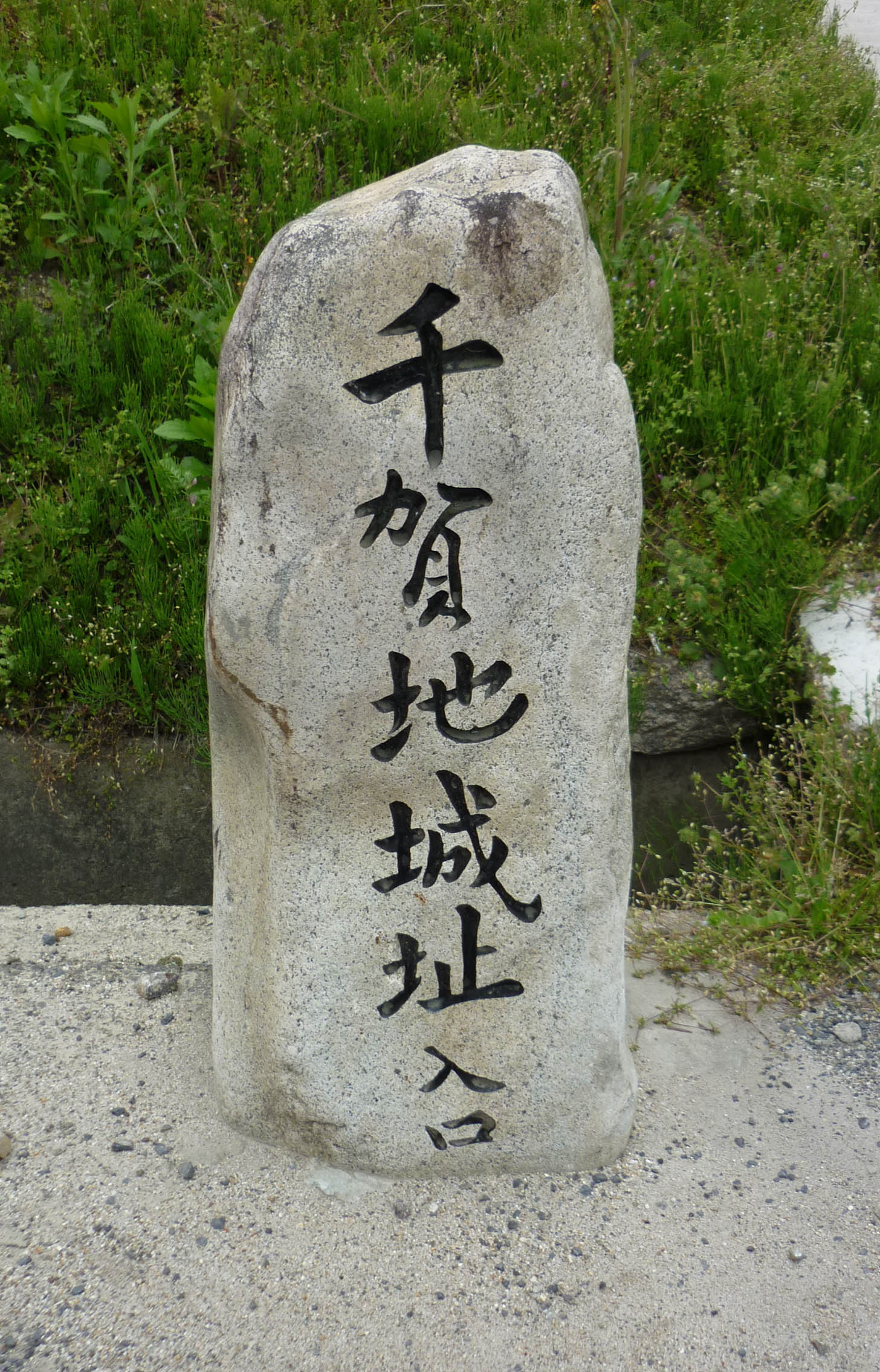
千賀地城の石標
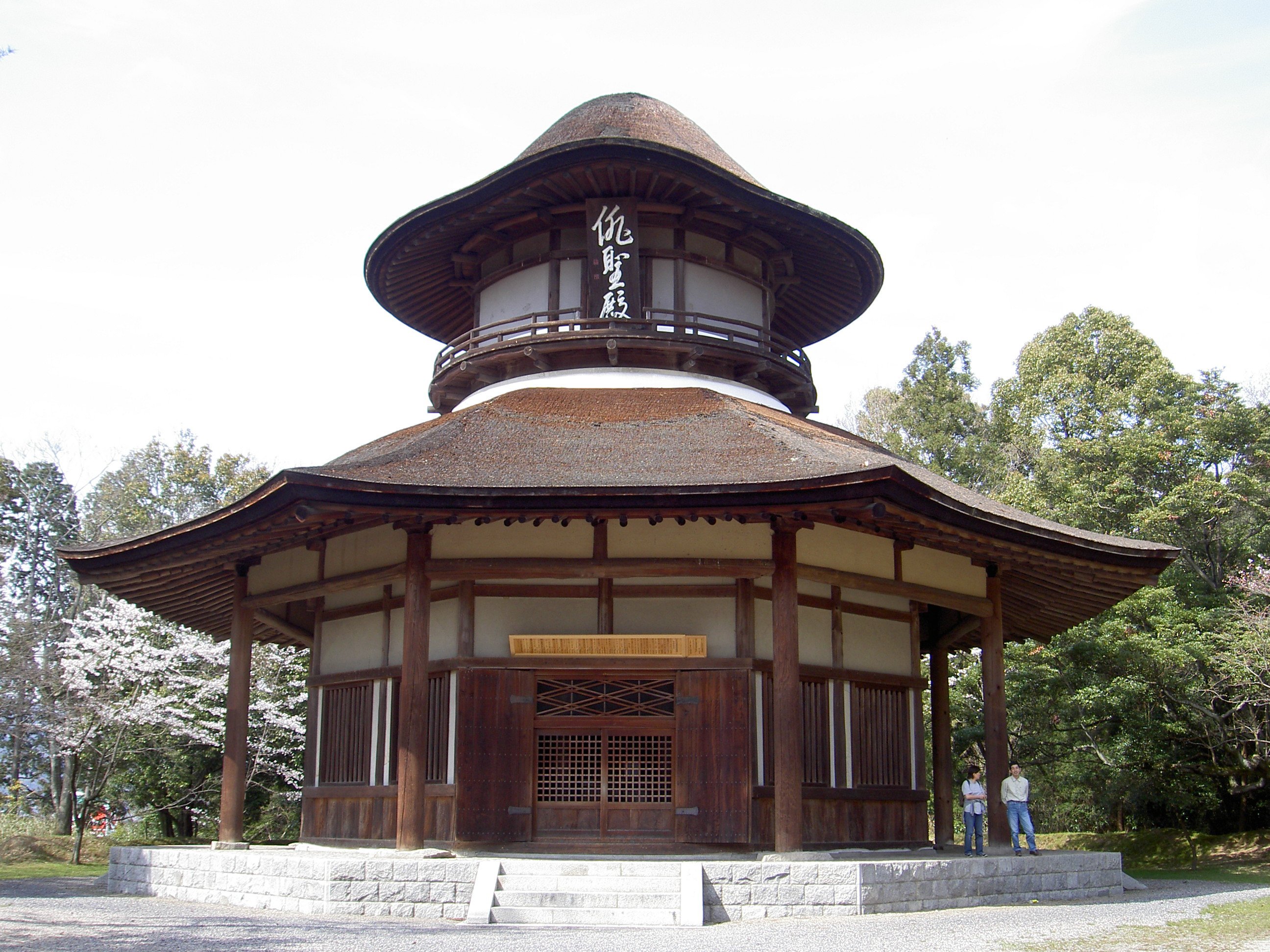
俳聖殿
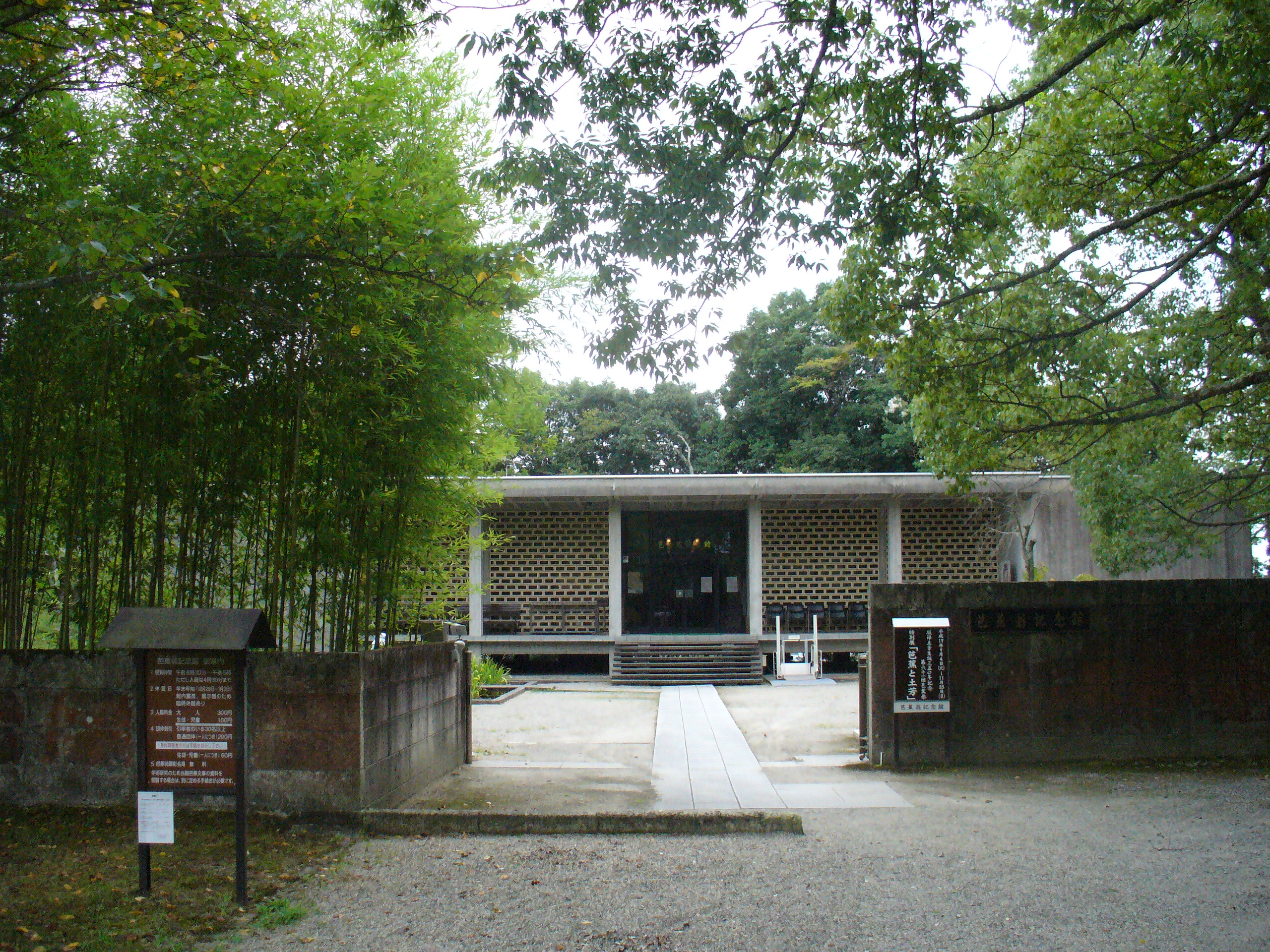
芭蕉翁記念館
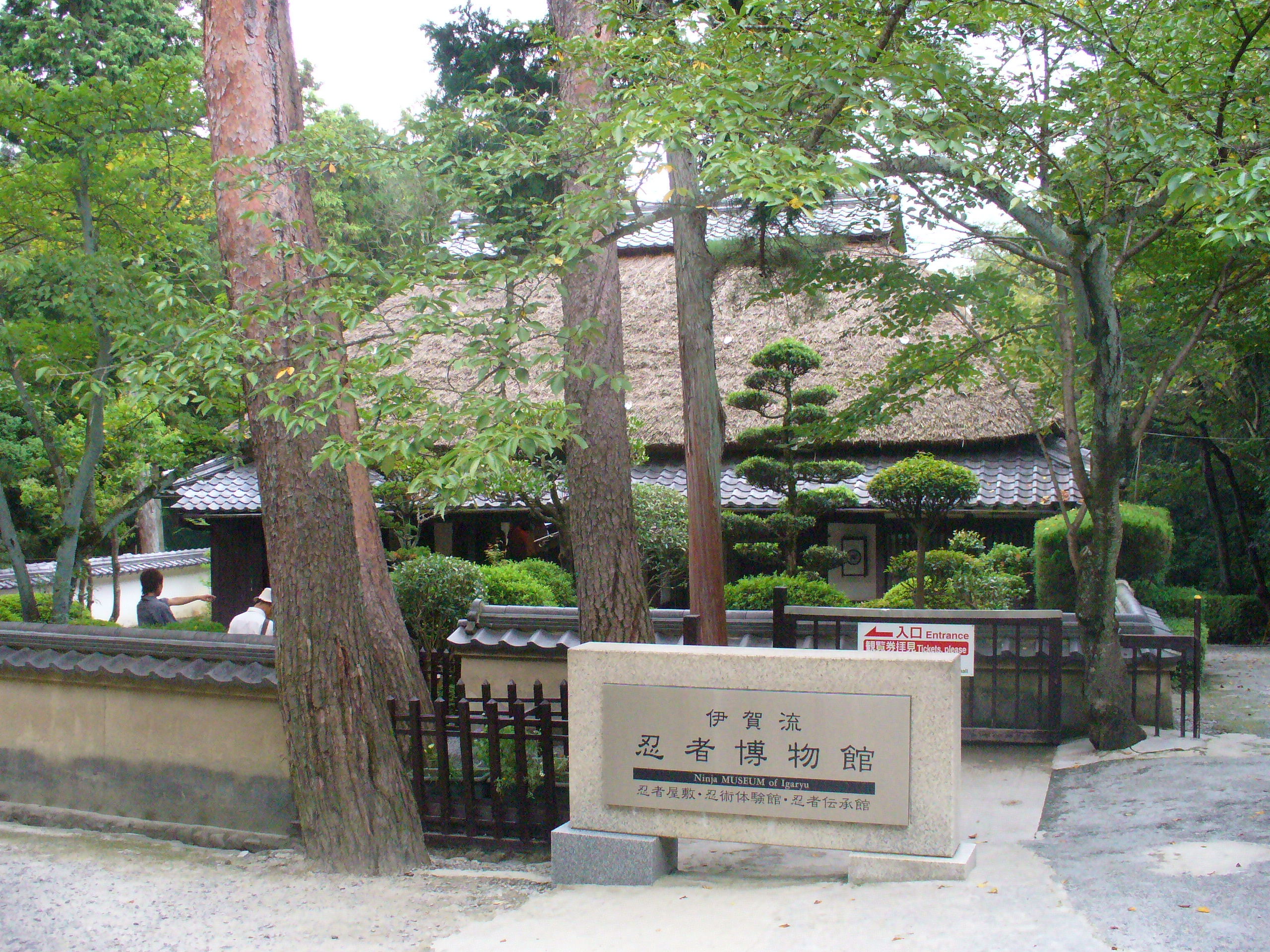
伊賀流忍者博物館
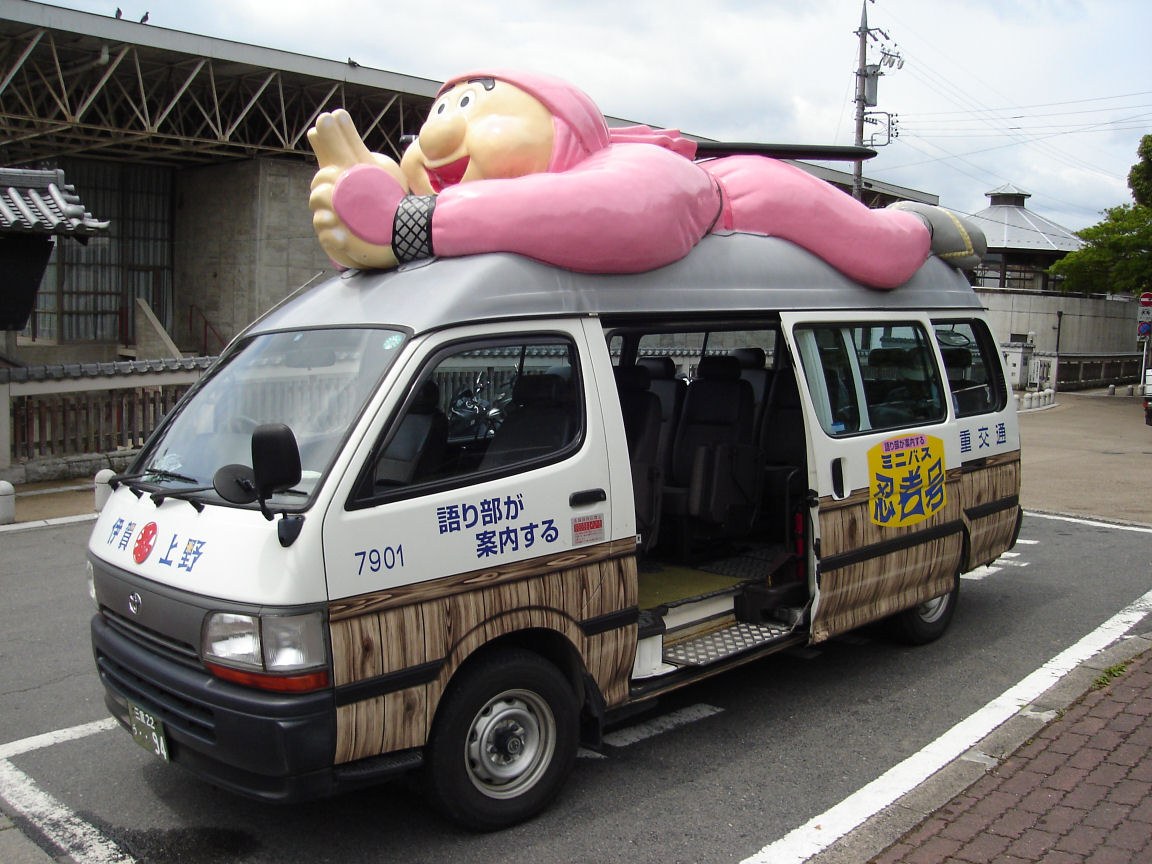
ミニバス忍者号（ボランティアの語り部が市内を案内してくれる）
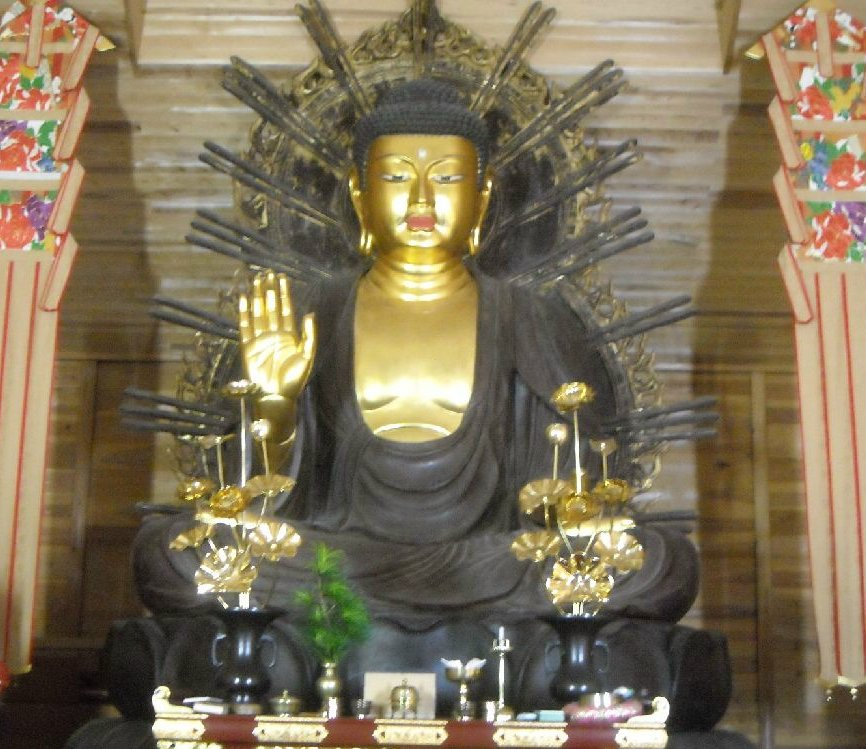
新大仏寺（本尊）

### 観光スポット
東部に広がる山地はドライブや別荘地などに使われ、関西や東海地域の避暑地として利用される事がある。室生赤目青山国定公園の一角を占める地域では、山岳の自然や植物相を見られる。
- 青山高原
- 伊賀伝統伝承館 伊賀くみひも 組匠の里 - 伊賀組紐の展示や体験、手組みの実演即売場を備える施設[26][27]。
- 伊賀の里モクモク手づくりファーム
- メナード青山リゾート
- 島ヶ原温泉やぶっちゃの湯
- 伊賀の国大山田温泉さるびの
- 一乃湯（国の登録有形文化財に登録されている銭湯）
- 三重県上野森林公園
- だんじり会館
- 伊賀流忍者博物館
- 伊賀組みひもセンター
- 余野公園
- 伊賀忍者ドライブイン（2022年3月31日をもって閉業）

## 文化･名物

### 祭事･催事
- 正月堂修正会（2月）
- 伊賀学検定（3月：上野商工会議所主催）
- 伊賀上野NINJAフェスタ（3〜5月）
- 霊山さくら祭り（4月）
- 余野公園つつじ祭り（5月）
- 青山高原つつじクォーターマラソン（5月）
- 植木神社祇園祭（7月）
- 陽夫多神社祇園祭（7月）
- 上野城薪能（9月）
- 伊賀流手裏剣打選手権大会（10月）
- 芭蕉祭（10月12日）
- 上野天神祭（10月23日〜25日：「上野天神祭のダンジリ行事」は国の重要無形民俗文化財・ユネスコ無形文化遺産）
- けんずいまつり（11月）
- 大山田収穫祭り（11月）
- 滝山渓谷紅葉まつり（11月）
- 伊賀上野シティマラソン（11月）

### 特産･グルメ
- 伊賀牛
  - 肉牛である伊賀牛は松阪牛ほどの知名度はないものの、品質は遜色なく、地元のみならず近隣の大都市でも評価されている。伊賀牛は特に伊賀地域や奈良県などで大量に消費されている。
- 伊賀米
- 伊賀酒
- 伊賀茶
- かたやき
- 田楽
- 伊賀豚
- 伊賀焼
- 伊賀越
- 養肝漬
- 組み紐
  - 高座を組んで絹糸を編みこみ、装飾のついた1本の紐に組み上げていく工芸品である。着物の帯をさらに飾る物として、和装に利用される小物だが、職人の高齢化や内職の衰退などにより存続を危ぶむ声も聞かれる。
- 和傘
- 忍者うどん
- 伊賀餅

### スポーツチーム
サッカー
- 伊賀フットボールクラブくノ一（なでしこリーグ）
- KMEW伊賀FC（三重県サッカーリーグ）

### 観光協会
- 伊賀上野観光協会

この他、2008年2月7日に仮想世界「Second Life」において、忍者の体験型テーマパークをオープンさせている。

### 方言
地域では関西弁の一種である伊賀弁という方言が使用されている。名阪国道の上野東インターチェンジから市街地へ向かう方には「忍者の里いがうえの ようおこし（ようこそ）」、市街地から上野東インターチェンジへ向かう方には「またきてだーこ（また来て頂戴）」という伊賀弁の書かれた看板が立てられている。

## 出身･関連著名人
政治
- 川崎克（元衆議院議員）
- 川崎秀二（元衆議院議員、元厚生大臣）
- 川崎二郎（元衆議院議員、元厚生労働大臣）
- 川崎秀人（衆議院議員）
- 斎藤昇（元参議院議員、元厚生大臣）
- 斎藤十朗（元参議院議員、元参議院議長、元厚生大臣）
- 福森和歌子（衆議院議員）
- 中井徳次郎（元衆議院議員、元市長）
- 中井洽（元衆議院議員、元法務大臣）
- 生田邦夫（元滋賀県湖南市長）

実業
- 岡本直之（三重交通グループホールディングス会長）

学術
- 岩崎明子（医学者）
- 倉阪秀史（経済学者）
- 藤堂明保（中国語学者）
- 仁保亀松（法学者）
- 橋本策（医学者）
- 堀内清治（建築史学者）[29]

文学
- 松尾芭蕉（俳聖）
- 橋本鶏二（俳人）
- 李正子（歌人）
- 倉阪鬼一郎（小説家）
- 麻耶雄嵩（推理作家）

文化人
- 田畑彦右衛門（NHK解説委員）

芸術
- 榊莫山（書家）
- 古川タク（イラストレーター）
- 元永定正（画家）
- 福森雅武（陶芸家）
- 菅生千穂（クラリネット演奏家）
- 呉美保（映画監督）

芸能
- 観阿弥（能楽師）
- 天津羽衣（浪曲師、演歌歌手）
- アヤヲ（ボーカリスト）
- 岡本栄（関西テレビ元アナウンサー、同局を退社後2024年まで伊賀市長）
- 椎名桔平（俳優）
- 松本キック（コメディアン）
- 水田わさび（声優。2005年4月以降、ドラえもんの声を担当）
- 東奈緒美（タレント）
- 山路和弘（俳優）
- 西井“いがっちょ”啓介（ミュージシャン・カルメラのドラム担当）
- 大知正紘（歌手）
- 宮下真依（グラビアアイドル）
- 夢眠ねむ（アイドル。でんぱ組.inc、美術家、モデル、DJ）
- 山本真凜（歌手）
- 奥山敬人（声優）
- 松井かれん（NHK名古屋放送局契約キャスター）

スポーツ
- 千代の国憲輝（大相撲力士）
- 大橋浩司（元サッカー日本女子代表監督）
- 中田一三（元サッカー選手）
- 西村弘司（元サッカー選手）
- 町野修斗（サッカー選手）
- 藤山智史（サッカー選手）
- 宮崎有香（元女子サッカー選手）
- 池ノ内亮介（元プロ野球選手、大阪府警察警察官）

武士
- 藤林長門守（伊賀流忍者）
- 伊賀崎道順（伊賀流忍者）
- 城戸弥左衛門（伊賀流忍者）
- 森田浄雲（伊賀流忍者）
- 荒木又右衛門（剣豪・鍵屋の辻で助太刀に立つ）

### ゆかりの人物
- 平井堅 - 大阪府の生まれ。幼児期から大学に進学するまでは伊賀市と隣接する名張市に住んでおり、伊賀市内にある三重県立上野高等学校の卒業生である。
- 荒木又右衛門 - 鍵屋の辻の決闘で著名。
- 戸波又兵衛（藤堂藩の剣術指南役・新陰流(戸波流)を教えていた）
- 津田武左衛門[30]（新陰流の師範・小太刀の名手・藤堂藩で剣術指南役を務めた）
- 猪木正道 - 元防衛大学校長。
- 筒井定次 - 豊臣秀吉の命で大和国より20万石で転封された。上野城の戦いで城を奪還して所領を安堵されたが、突如改易、大坂の陣で内通を疑われ切腹した。
- 藤堂高虎 - 近江出身の武将、後に大名。徳川家康の命により今治藩から津藩に転封され、同時に伊賀上野藩を吸収した。その際に家康の天下普請の一環として、筒井時代の上野城を大改修した。（今日の石垣は高虎によるもの）
- 服部半蔵（2代目） - 三河国の生まれ。父の1代目半蔵は伊賀の出身であったが、生活が貧窮したため三河の家康に仕官した。伊賀忍者集団伊賀同心を率いた事で有名。
- 横光利一 - 小説家。少年期の大半は伊賀市柘植で過ごし、旧制・三重三中（現在の三重県立上野高等学校）を卒業した。
- 卜部兼好 - 歌人。晩年、伊賀市種生で過ごし、生涯を閉じたと言われている。

## 過去の議論

### 市町村合併を巡る議論

#### 合併の経緯
- 2001年（平成13年）
  - 2月 - 伊賀地区市町村合併問題協議会（任意合併協議会）を設立[31]。
  - 5月28日 - 全国初の合併重点支援地域に指定される[31]。
- 2002年（平成14年）6月 - 名張市が協議会に参加[31]。
- 2003年（平成15年）
  - 2月 - 名張市が住民投票の結果により、合併協議から離脱[31][32]。
  - 4月1日 - 伊賀地区市町村合併協議会（法定合併協議会）を設立[31]。
- 2004年（平成16年）
  - 3月 - 各市町村議会において合併関連議案が可決される[31]。
  - 6月23日 - 三重県議会において合併関連議会が可決される[31]。

#### 市名の選定過程
1990年に策定された伊賀創世計画に「伊賀市を目標とする」の文言が登場するなど、平成の大合併の流れの前より、伊賀市の名称が先行していた。実際の市の名称の決定に際しては、名張市を含めた市の名称として公募を行い、その結果を踏まえて伊賀市と決定した。なお公募の結果は、1位「伊賀市」、2位「伊賀上野市」、3位「いが市」であった。その後、名張市は住民投票で合併が否決された結果を踏まえて合併構想から離脱したものの、名張市が抜けた後の法定合併協議会においても、公募の結果の通り、市の名称を伊賀市と決定した。
この決定に対して「伊賀全体の合併で無いから、伊賀市の名称はおかしい」「知名度の高い伊賀上野という地名にするべきだ」との意見があり、旧上野市議会の一部で、市の名称を「伊賀上野市」とすべしとの意見もあった。また、市の名称を「伊賀市」とはしないよう、住民による署名運動も起きたが、最終的に「伊賀市」で落ち着いた。

#### 市名の決定の影響
ところで上野市は、三重県内で6番目に市制を施行した町であり、昭和の大合併時にも存在していた。この時点から三重県に存在した市の中で、平成の大合併の結果として合併後の名称が変わった唯一の市である。平成の大合併以前に三重県内で存在した市が初めて合併したケースが上野市であり、自治体名が変わったため、地方公共団体コードは最後の市に変わった。よって、県の統計資料等では、最後に出てくる市になった。
また、旧伊賀町だった地域では、合併後の旧伊賀町の施設の名称に「伊賀」の名称を冠すると混同されるケースが出る恐れがあったため、「いがまち」や「柘植」という冠が名称に付けられた施設が多い。
なお、上野市と青山町は、伊賀市成立により市町村名としては消滅したが、それぞれ駅名としては存続しているなど、名称に影響の出なかった物も存在する。（詳細は上野市駅・青山町駅の項を参照）

### その他の議論
- 旧上野市では、在日コリアンの一部を対象に住民税減額措置が行われていた。この措置は、昭和30年代から40年代にかけ、市と地元の在日本大韓民国民団（民団）や在日本朝鮮人総連合会（朝鮮総連）との交渉で始まったとみられ、納付額を半減するなどしていたが、2007年度から廃止した。市の見解によれば、市の条例の減免規定にある「特別の理由があるもの」を根拠に減額していたが、多くの苦情が市役所に寄せられた[35]。

詳細は在日特権#住民税を参照。

## 伊賀市のマスコットキャラクター
伊賀青年会議所によって考案され、2009年に市の地域活動支援事業の指定を受けたご当地キャラクター「いが☆グリオ」がおり、『TVチャンピオン2』ゆるキャラ選手権において決勝進出、『笑っていいとも!』でも「ゆるキャラ人気ナンバーワン」として紹介されるなど、伊賀市観光PRを目的に活動している。